# アルピーヌ

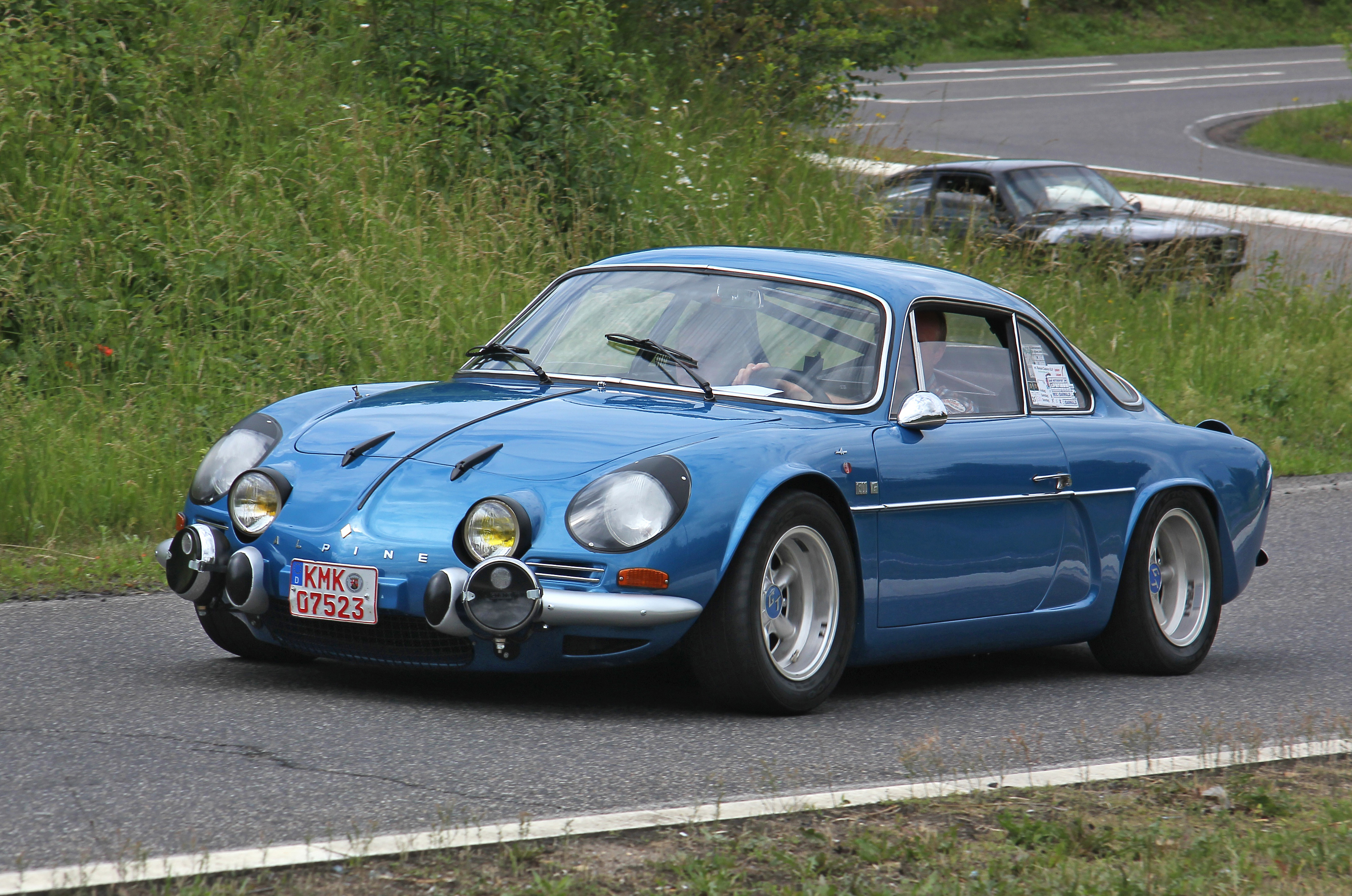
A110

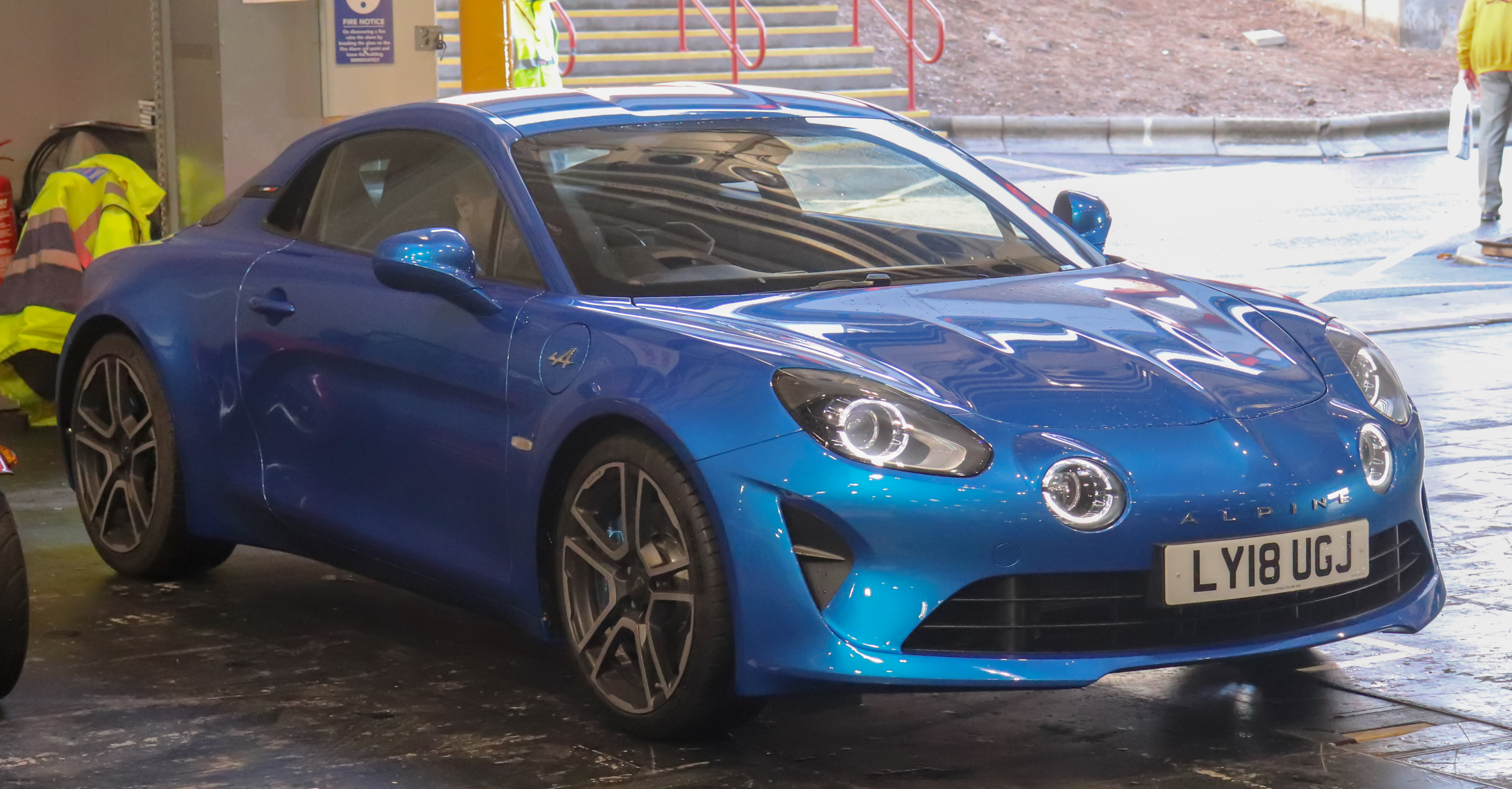
A110 (2018)

アルピーヌ (Alpine) は、フランスの自動車メーカー。
1973年にルノーに買収され、ルノー社の100%子会社となっている。2012年現在の正式名は「ソシエテ・デ・オートモビル・アルピーヌ・ルノー」(Société des automobiles Alpine Renault)。パリで設立されたが、1969年にフランス北西部の大西洋に面した町ディエップに移転している。
2021年5月1日より、組織改編でルノー・スポールと統合し、ルノー・グループにおけるスポーツ・モデルの開発はすべてアルピーヌが担当することになった。

## 歴史

### 設立
1955年にフランスのレーシングドライバーで、ルノーのディーラーを経営するジャン・レデレが設立した。当初よりルノーのチューンナップおよびレースバージョンを数多く手がけ、ルノー・4CVをベースにFRPボディをのせたA106を販売。その後ルノー・ドーフィンをベースとしたA108、ルノー・R8をベースとしたA110を販売、特にA110はラリーで活躍してアルピーヌの名前を不動のものとした。

### アルピーヌ・ルノー
1973年にレデレ家からルノーに株式が譲渡され、ルノー傘下の会社「ソシエテ・デ・オートモビル・アルピーヌ・ルノー」となった。1973年当時はディエップ工場でA110およびA310を製造しており、その後A310V6、V6GT、V6 ターボ、A610を生産した。またルノーのスポーツモデルや競技車両の生産も行い、さらにそれらへの部品供給もアルピーヌ社が担当した。
1995年のA610生産終了をもってアルピーヌのブランドは一旦途絶えたがアルピーヌ社とディエップ工場は存続し、ルノー・スポールブランドの第一弾となった、スパイダーを皮切りに、クリオ2 RS、クリオV6、メガーヌ2 RS、クリオ3 RSの製造を担当した。ただし全てのルノー・スポールモデルの製造を行ったわけではなく、トゥインゴ2 RSはスロベニア、メガーヌ3 RSはバレンシアで製造された。
2001年にルノーの会長に就任したカルロス・ゴーンが推進した車種拡大に伴い、2010年を目処にアルピーヌブランドを復活させることが2007年10月9日に発表された。実際には2010年はパリ・モーターショーでデジールという名前の電気自動車のコンセプトカーが発表されるに留まったが、そのコンセプトはルノーがスポーツカー専用モデルの復活を目論んでいることを予感させた。
そして、2012年のモナコGPでコンセプトカーのアルピーヌ・A110-50が登場する。同車はA110の50周年を記念するモデルと説明されたが、そのスタイリングはデジールを踏襲するもので、またミッドシップに日産・VQ35エンジンを積み、メガーヌRSのレース仕様のシャシを流用し、カーボンファイバーの車体を組み合わせるなど、小型軽量だったA110に対してスーパースポーツと呼ぶに相応しい内容だった。A110-50は同年の各種イベントに登場、またルノーと関わりの深いラリードライバーであるジャン・ラニョッティがA110-50をドライブし、A110と共演するイメージ映像も製作された。

### アルピーヌ・ケータハム～独自開発へ
2012年11月5日、ルノーはアルピーヌの開発において英ケータハムと提携することを発表した。従来ルノーが100%持っていたアルピーヌの株式のうち、ケータハムがその50%を取得、2013年1月より新会社「オートモビル・アルピーヌ・ケータハム」を設立し、4年以内に新型車を発売するとしていた。しかし、2014年6月10日に合弁会社の全株式をルノーが取得し、ケータハムとの業務提携を解消してルノー独自でアルピーヌブランドのスポーツカー開発を行うことが発表された。
ケータハムとのアルピーヌブランドの合弁を解消したルノーは、2016年2月16日にアルピーヌブランド復活計画を発表し、同時に2017年に発売を予定していたスポーツカーのコンセプトモデル「アルピーヌ・ビジョン」を披露した。このアルピーヌ・ビジョンは、かつてのA110 Berlinetteを再解釈したものである。そして2017年に開催されたジュネーブモーターショーにてA110が初公開された。

### ルノー・スポールとの統合
2021年1月、アルピーヌはルノー・スポール（ルノー・スポール・カーズとルノー・スポール・レーシング）を吸収し、既存のアルピーヌ事業と統合して、新たなアルピーヌ事業部を設立すると発表した。またロータス・カーズと、A110の電動後継車を共同開発する覚書を締結した。同年5月1日、ルノー・スポールはアルピーヌに吸収された。

## レース活動
1960年代初頭からさまざまなレースに参加している。

### ラリー
A110は1973年に初代WRCマニュファクチャラー・チャンピオンとなった。
A110がリバイバルを果たした後の2020年に、グループR-GT規定のラリーカーも発売。2021年にFIA R-GTカップのタイトルを獲得。アルピーヌがラリーのタイトルを制したのは、実に48年ぶりであった。
ルノー・スポール時代から開発していた、ルノー・クリオのラリー3規定（200馬力前後の4WD）車両も、プライベーターへのデリバリーが予定されている。

### F1
2021年から、前年までのルノーF1チームが名称を変え「アルピーヌF1チーム」として活動している。

### スポーツカー

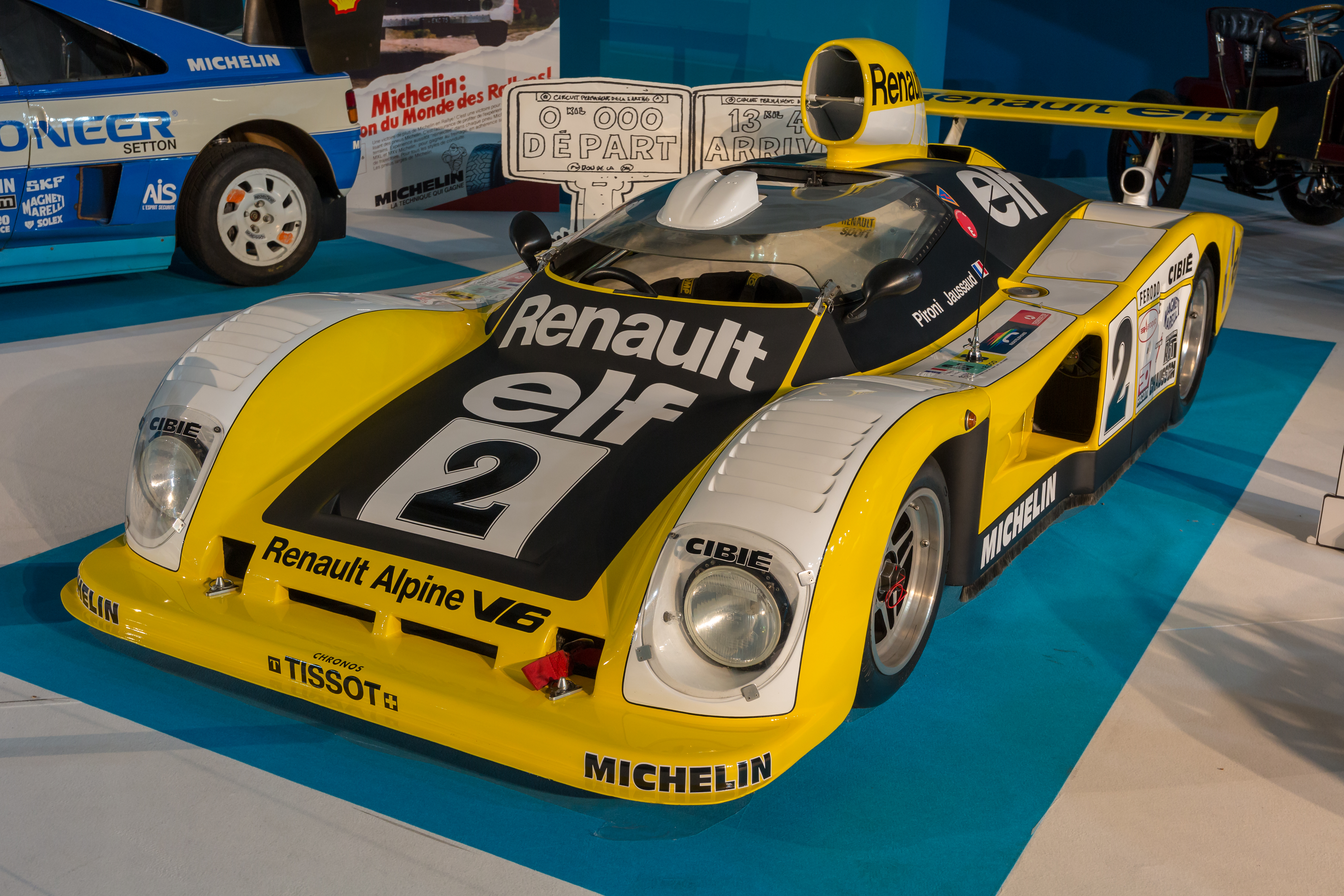
ルノー・アルピーヌ A442B

スポーツカーレースでは「ルノー・アルピーヌ」として、ルノー・アルピーヌ・A442Bが、1978年のル・マン24時間レースで総合優勝した。
2013年、アルピーヌはフランスのプライベーターであるシグナテックと提携。オレカが製造し、日産製V8自然吸気エンジンを搭載したオレカ・03を「アルピーヌ・A450」としてバッジネームし、ヨーロピアン・ル ・マン・シリーズ (ELMS) のLMP2クラスに参戦。ドライバー/チームタイトルを獲得した。
2014年はル・マン24時間レースのLMP2クラスに参戦し、総合7位クラス3位に入った。ELMSでは、ドライバー/チームの両タイトルで2連覇を果たした。
2015年からFIA 世界耐久選手権 (WEC) のLMP2クラスに参戦。
2016年のWECのオペレーションは1台目はシグナテック、2台目はジャッキー・チェンのレーシングチームとのジョイントという形を取った。マシンはオレカ・05をリバッジしたA460で参戦。そしてシグナテックがル・マン24時間クラス優勝、WECのLMP2チャンピオンを獲得した。2017年のル・マンはクラス3位だった。
2018-19年シーズンはA470で参戦し、2年連続でル・マン24時間LMP2クラス優勝を果たし、同時に2年ぶりとなるドライバー、チームタイトルを獲得した。
そしてWECの2021年、2022年に限りハイパーカークラスに、従来のLMP1（ノンハイブリッド）車両がエントリーできることを活かし、前年レベリオン・レーシングが走らせていたマシン、R13を引き継ぎ、アルピーヌ・A480として参戦した。
2021年10月、2024年からLMDhを用いてWECの最高峰クラスであるハイパーカークラスに参戦することを発表した。引き続きシグナテックと提携、オレカ製シャーシを使用し、アルピーヌ製エンジンが搭載される。

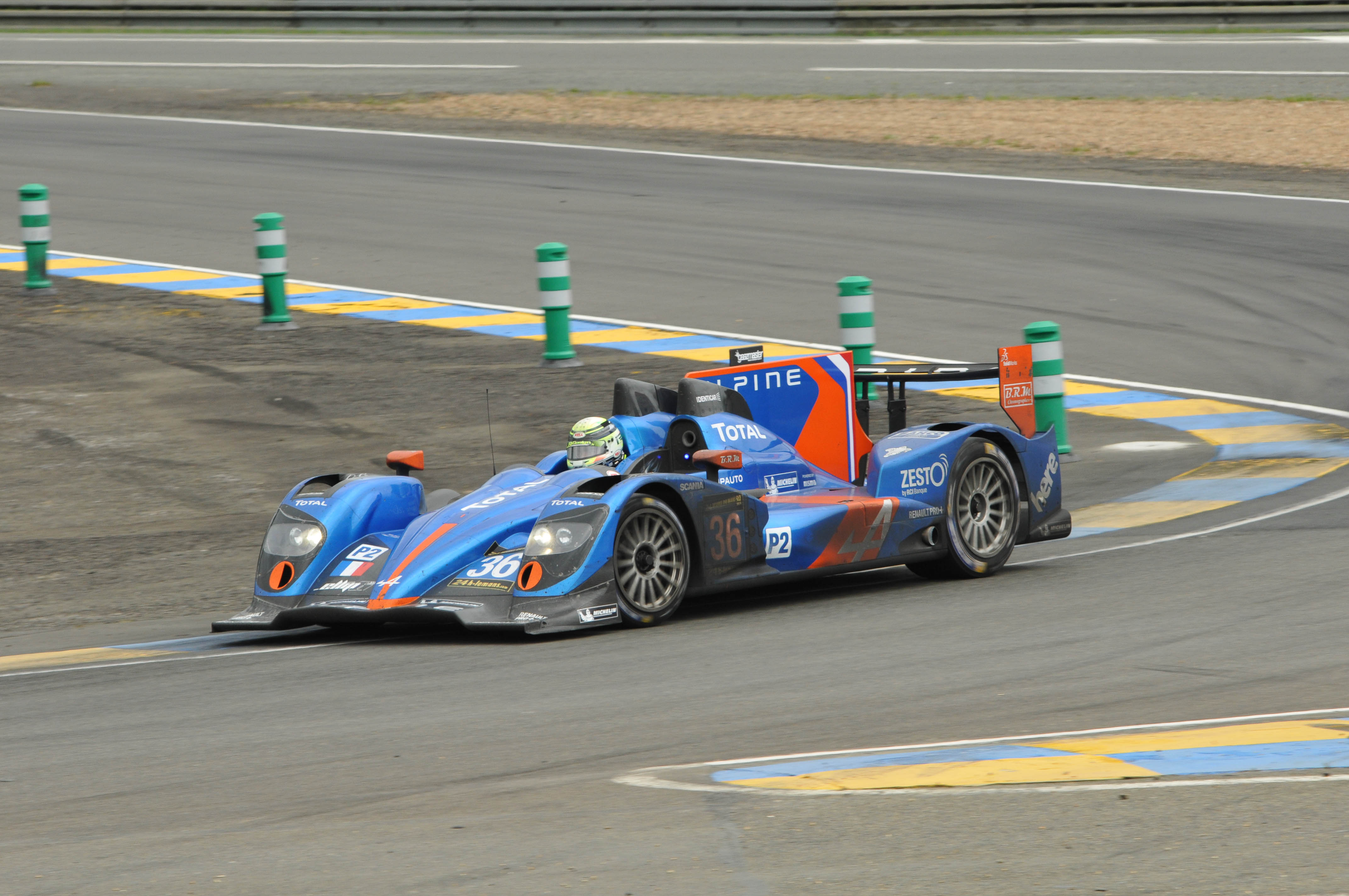
A450（2013年）
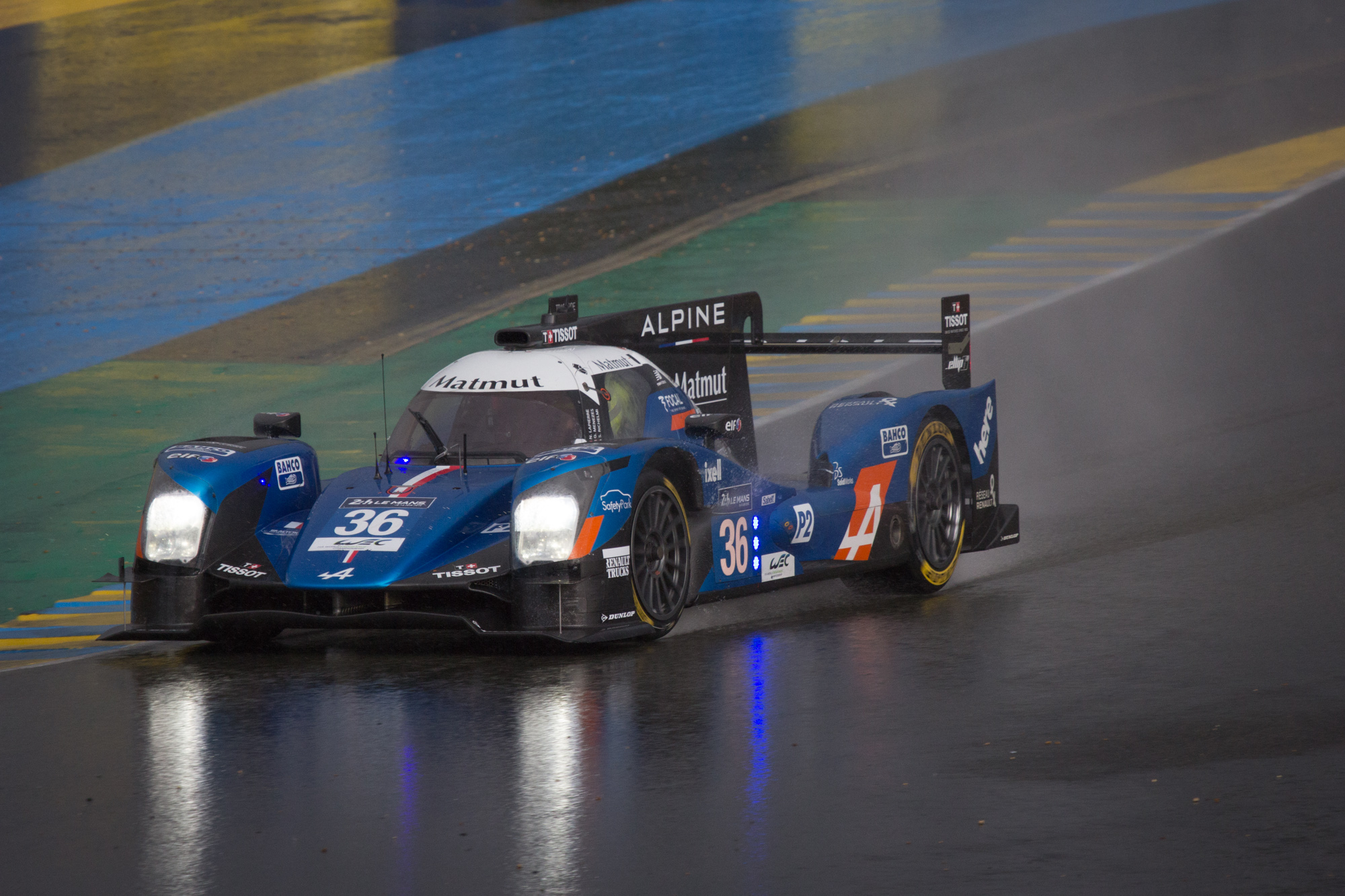
A460（2016年）
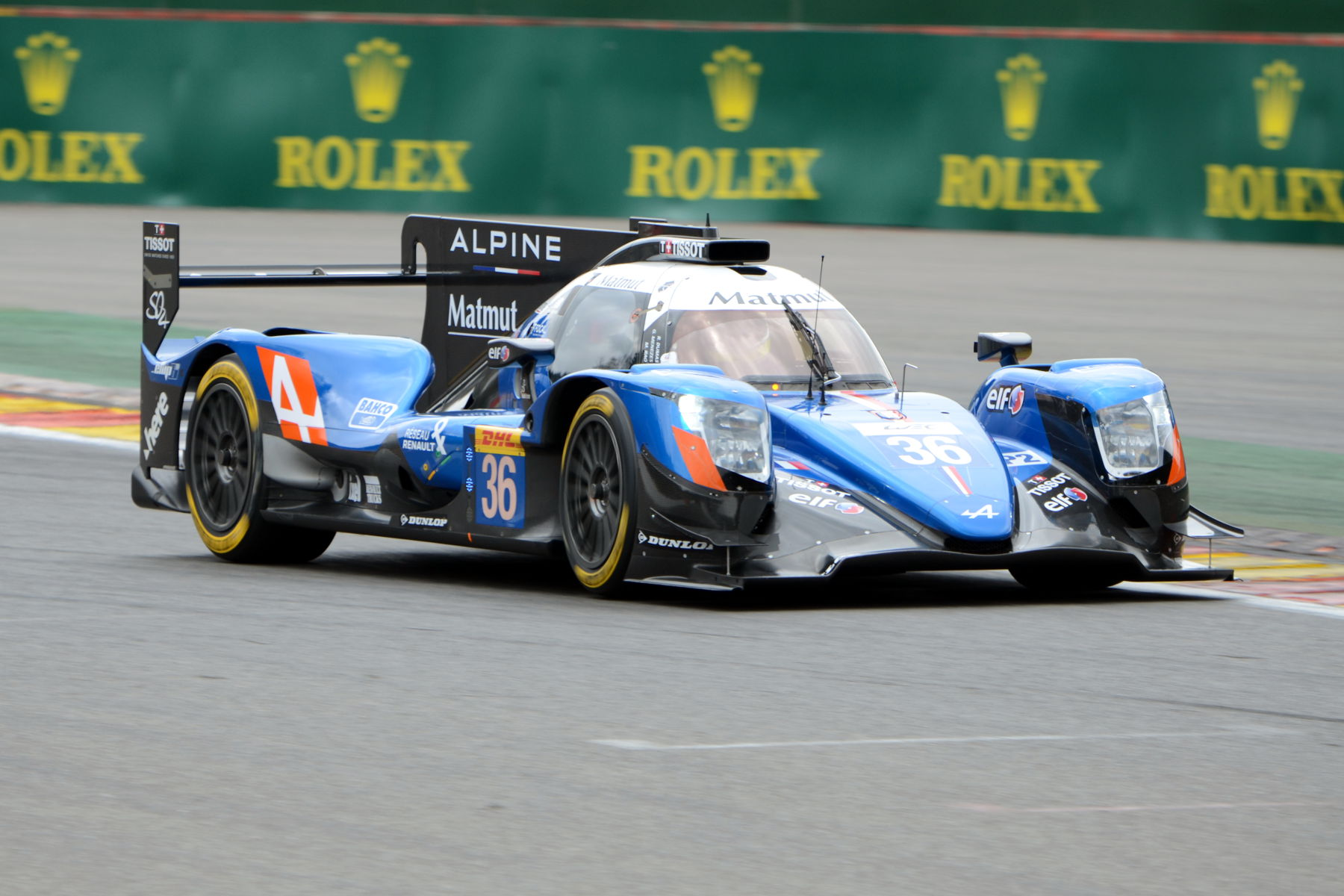
A470（2017年）
A480（2022年）

## エスプリ アルピーヌ
ハイパフォーマンスブランドとして、2022年に登場したオーストラルにアルピーヌのスピリッツを注いだ「ESPRIT ALPINE」（エスプリ アルピーヌ）を設定。ポジショニングとしてはフォルクスワーゲンの「R-Line」やメルセデス・ベンツの「AMG-Line」、日産の「nismo」、トヨタの「GR SPORT」に近い。以降、エスパスやクリオ（日本名：ルーテシア）、ラファールなどに順次設定されている。

## 日本での展開
東京モーターショーでは1999年まで、ルノーブースは「ルノー」と「アルピーヌ・ルノー」の2つで申請されていた。これは、かつての日本の輸入元が、ルノーとアルピーヌで別会社であった名残りである。
2017年6月1日、ルノー・ジャポンはアルピーヌブランドのニューモデルについて、日本における輸入販売事業を行うと発表した。同年10月にはルノー・ジャポン内にビジネスユニット「アルピーヌ・ジャポン」が設立され、2018年9月21日から新型「A110」のカタログモデルの予約受付を開始した（発売は同年11月下旬）。販売は、ルノー全国ディーラー網の中での特定店舗での取り扱いとなる。

## 車種

### 現行モデル
- A110（2017年 -）
- A290（2024年 -）
- A390（英語版）（2025年 -）

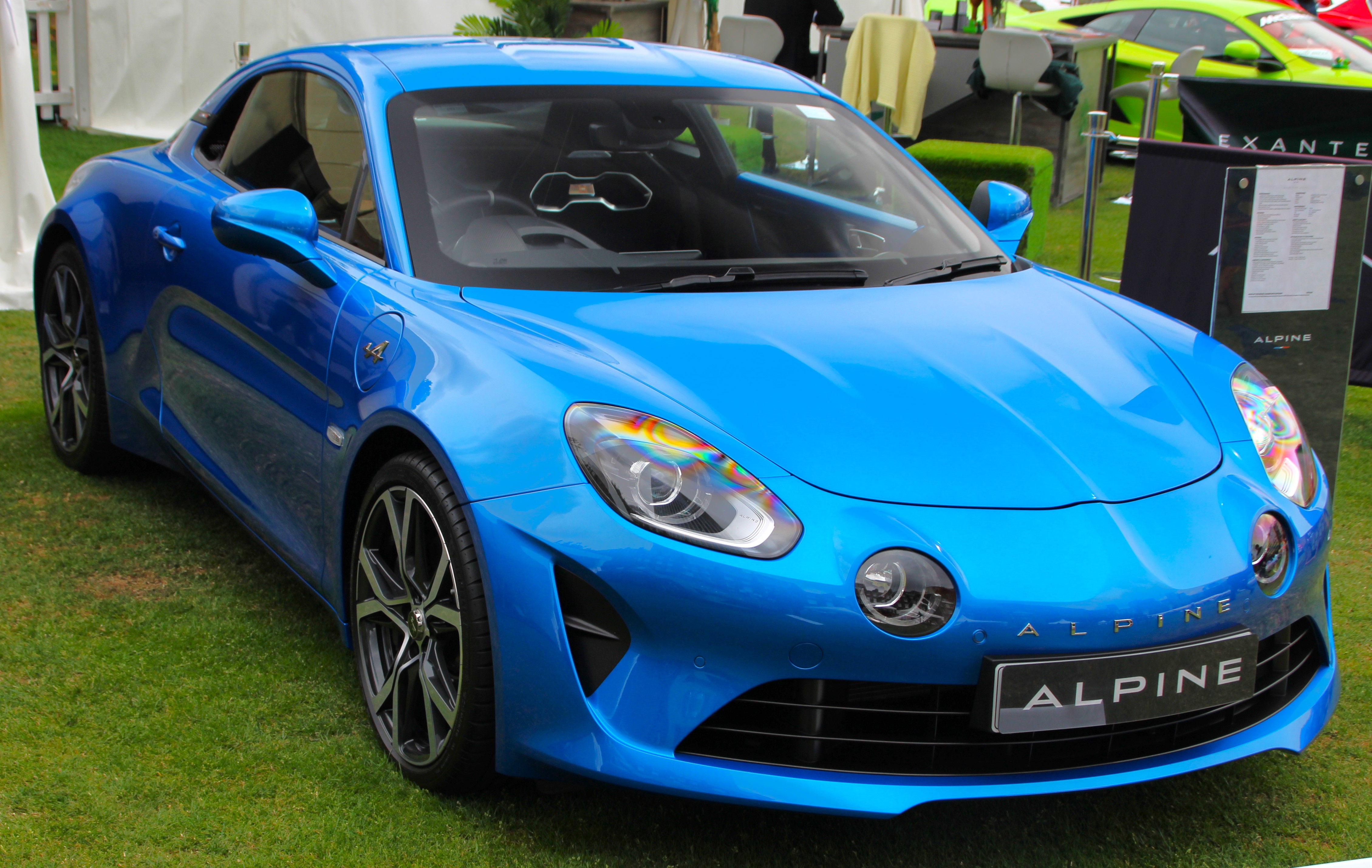
A110
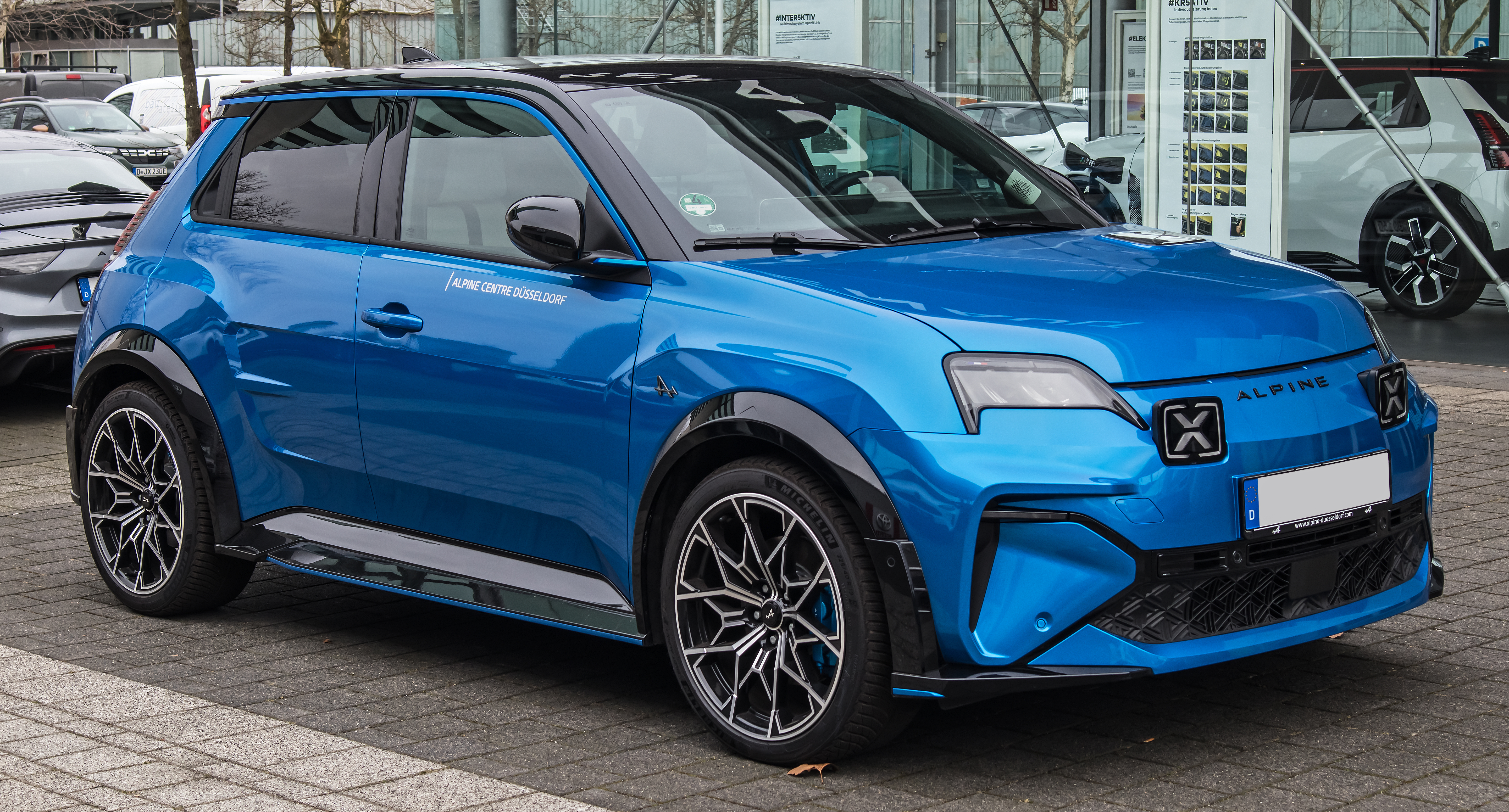
A290

### 過去のモデル
- A106（1955年 - 1961年）
- A108（1958年 - 1965年）
- A110（1962年 - 1977年）
- GT4（1963年 - 1969年）
- A310（1971年 - 1984年）
- V6 ターボ（1984年 - 1991年）
- A610（1991年 - 1995年）

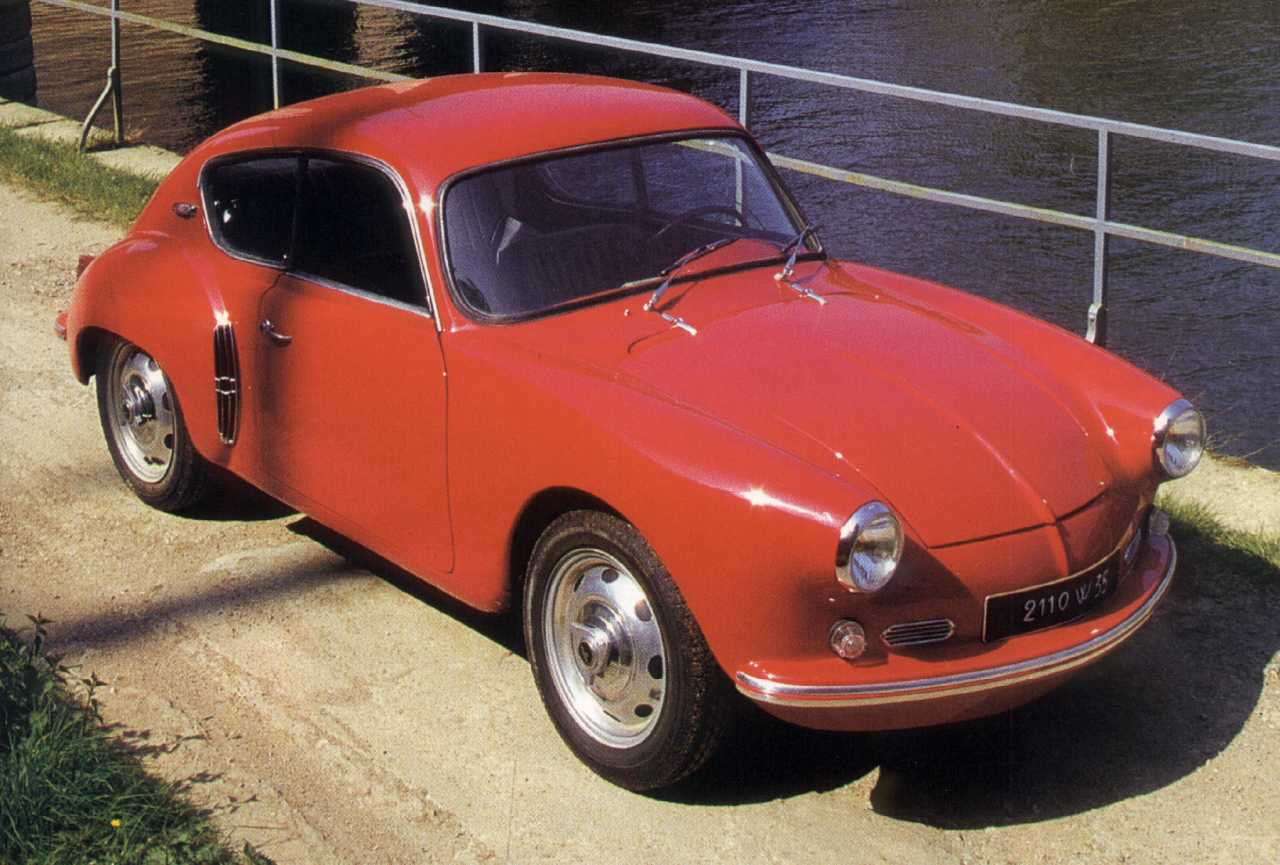
A106
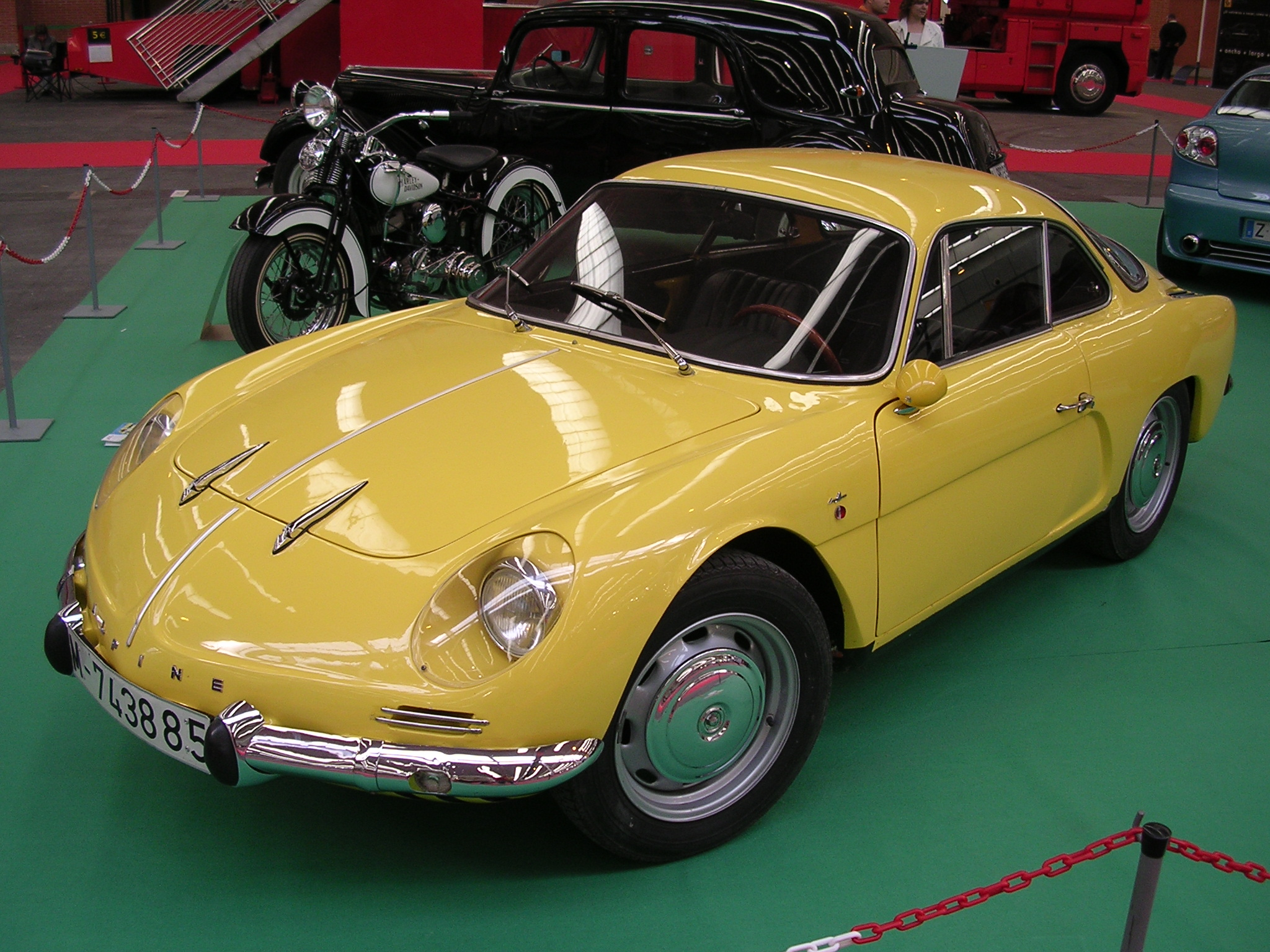
A108
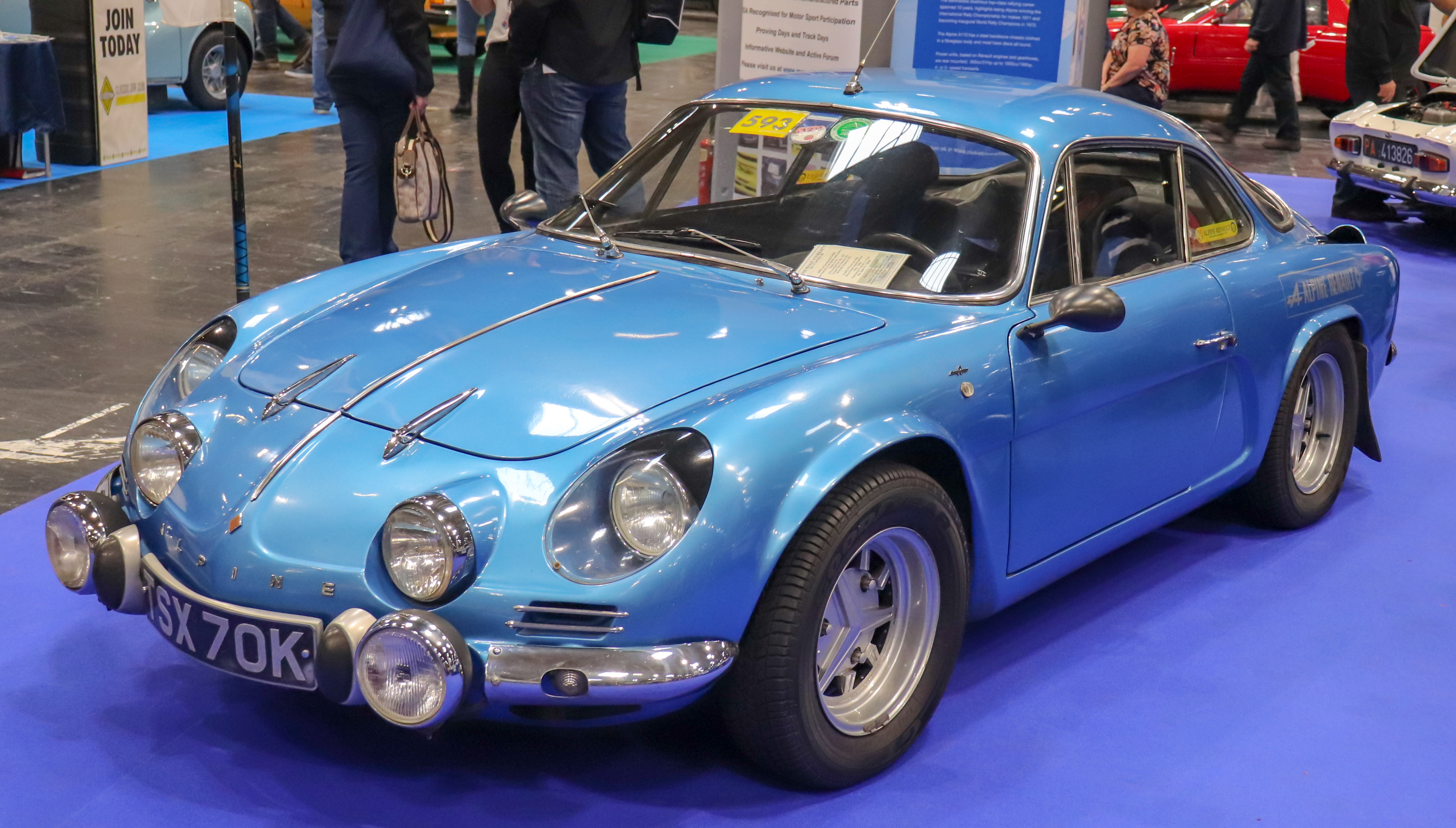
A110
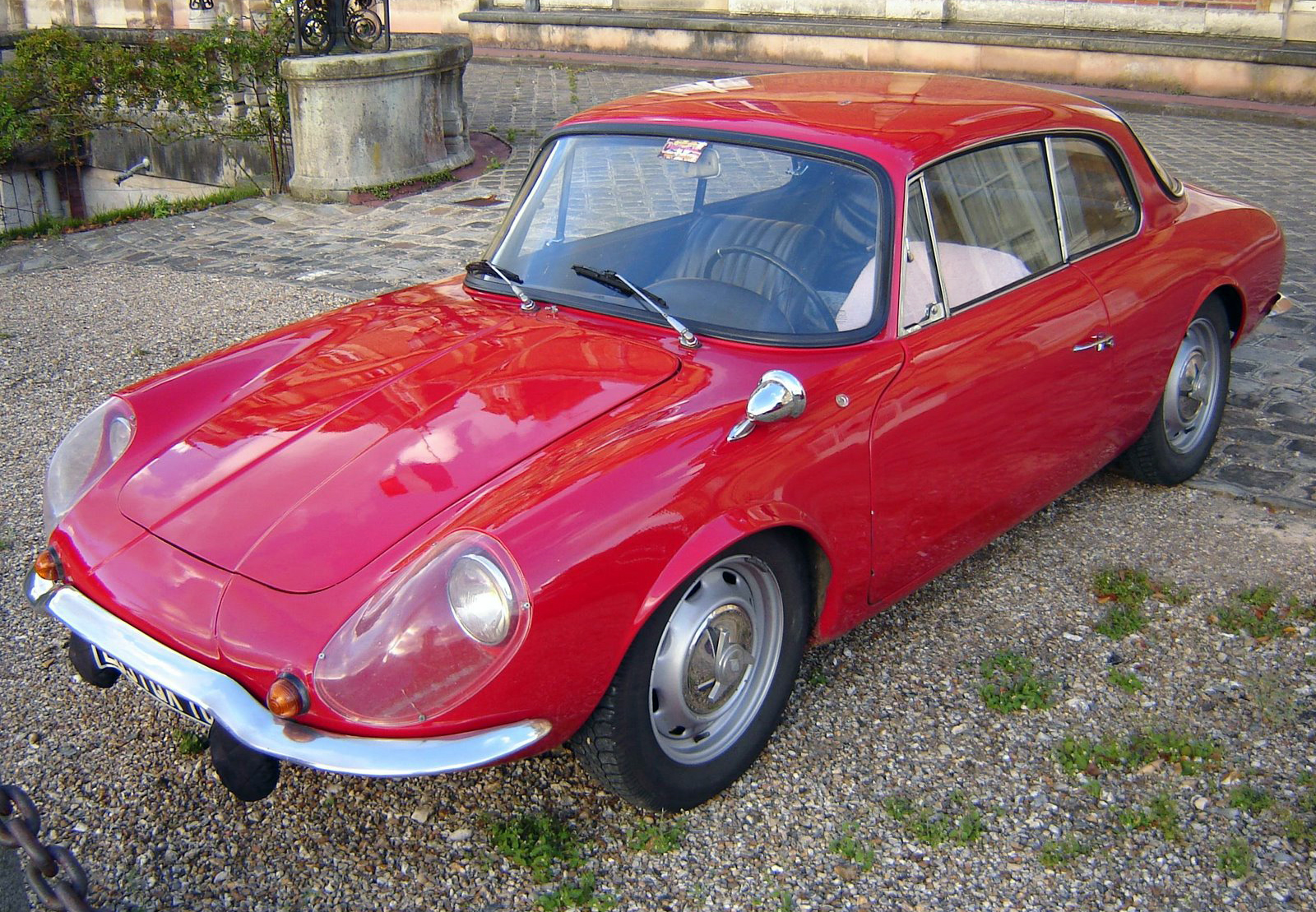
GT4
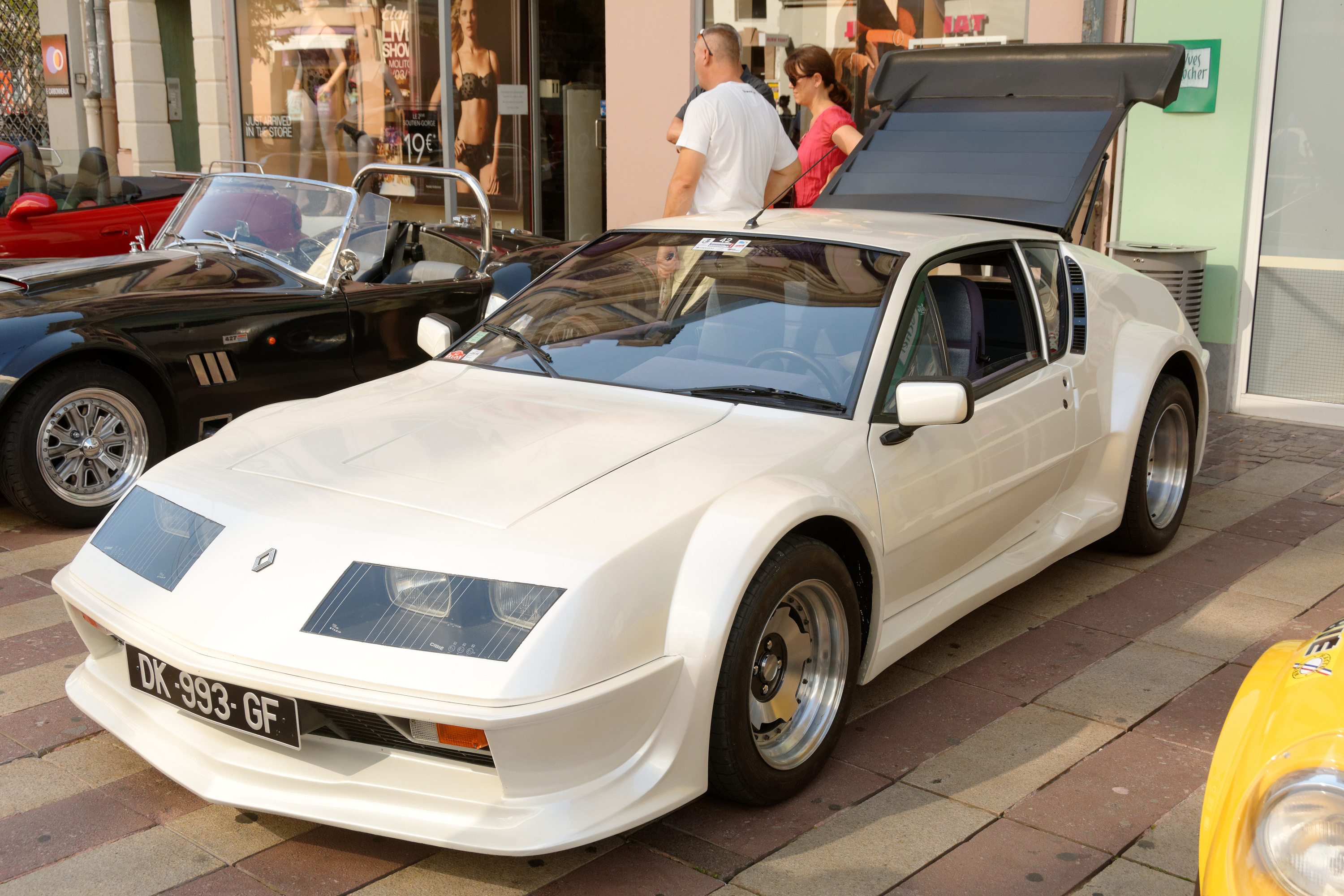
A310
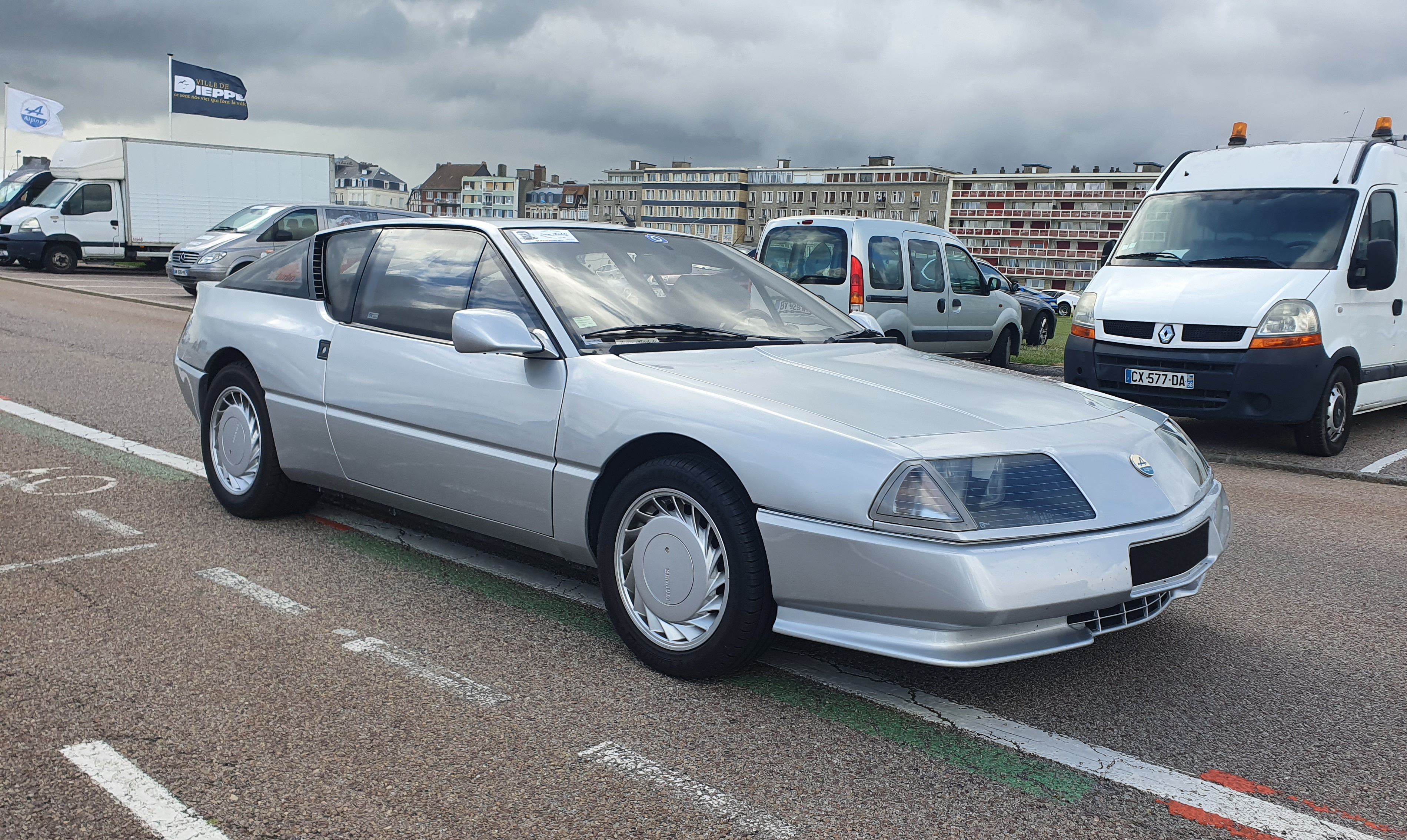
V6 ターボ
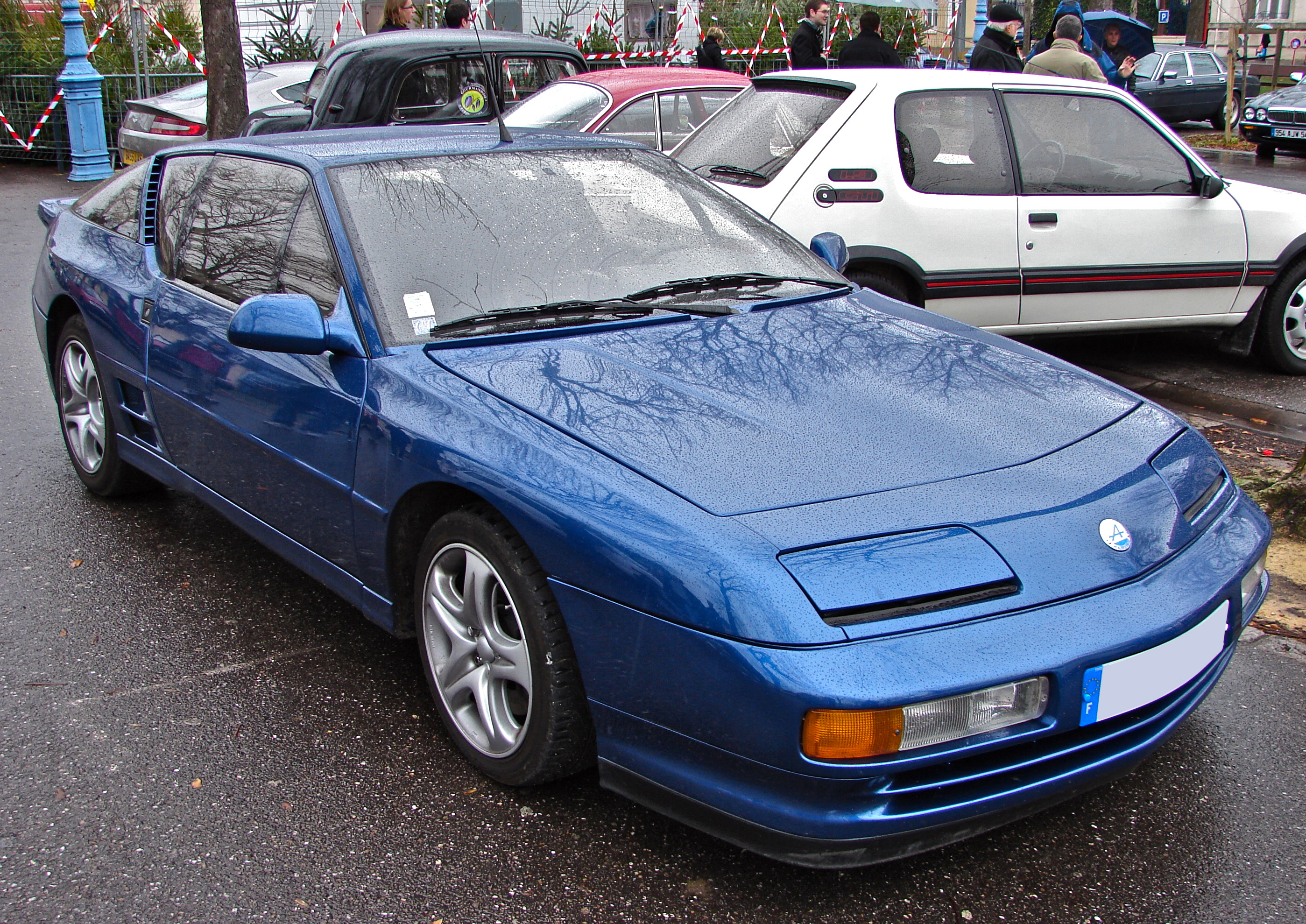
A610

### コンセプトカー
- A110-50（英語版）（2012年）
- ビジョン グランツーリスモ（2015年）
- アルピーヌ・ビジョン（2016年）
- セレブレーション（2016年）
- A110 Sports X（2020年）
- A110 E-ternite（2022年）
- A4810（2022年）
- アルペングロー（英語版）（2022年）
- A290_β（フランス語版）（2023年）
- A390_β（英語版）（2024年）

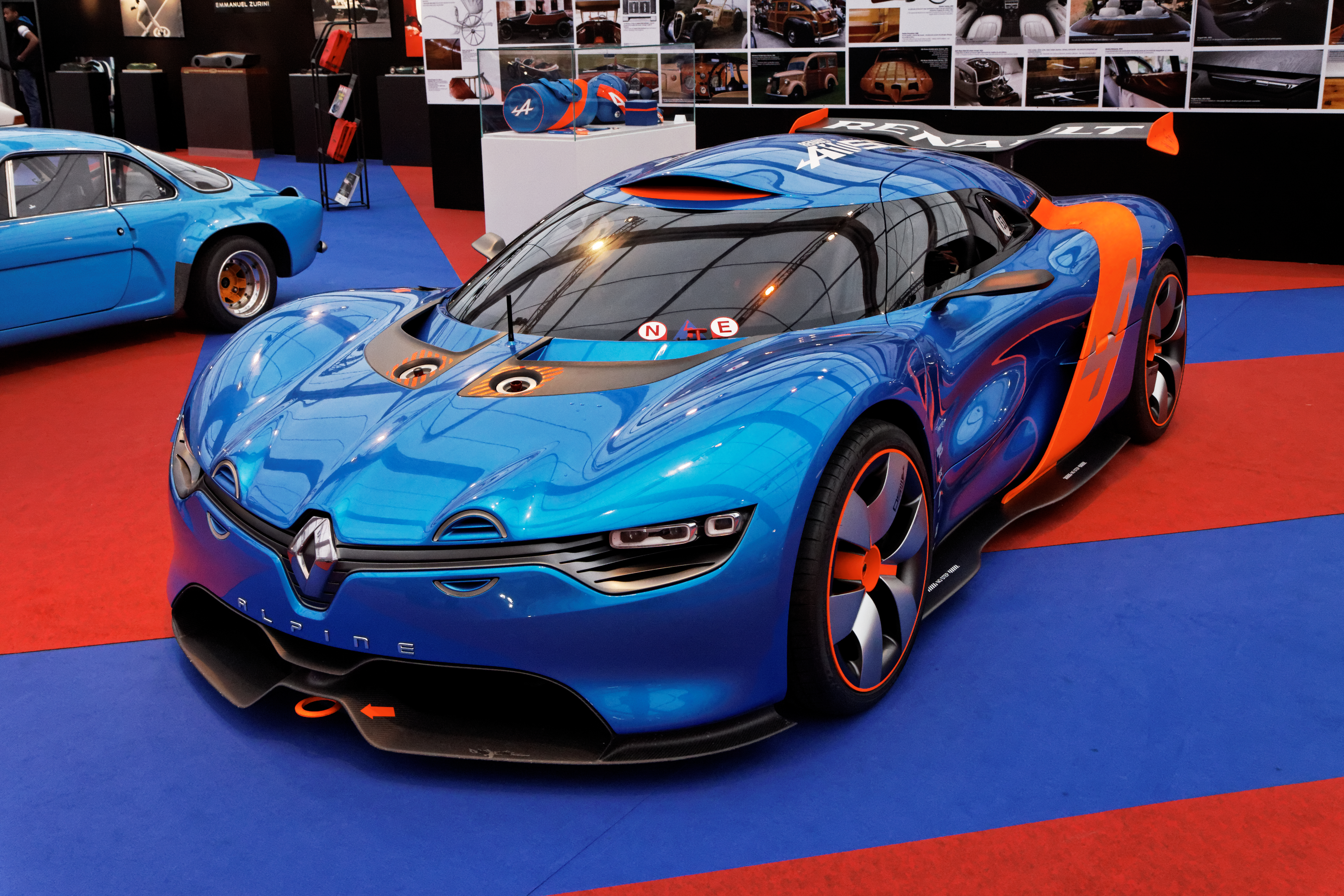
A110-50
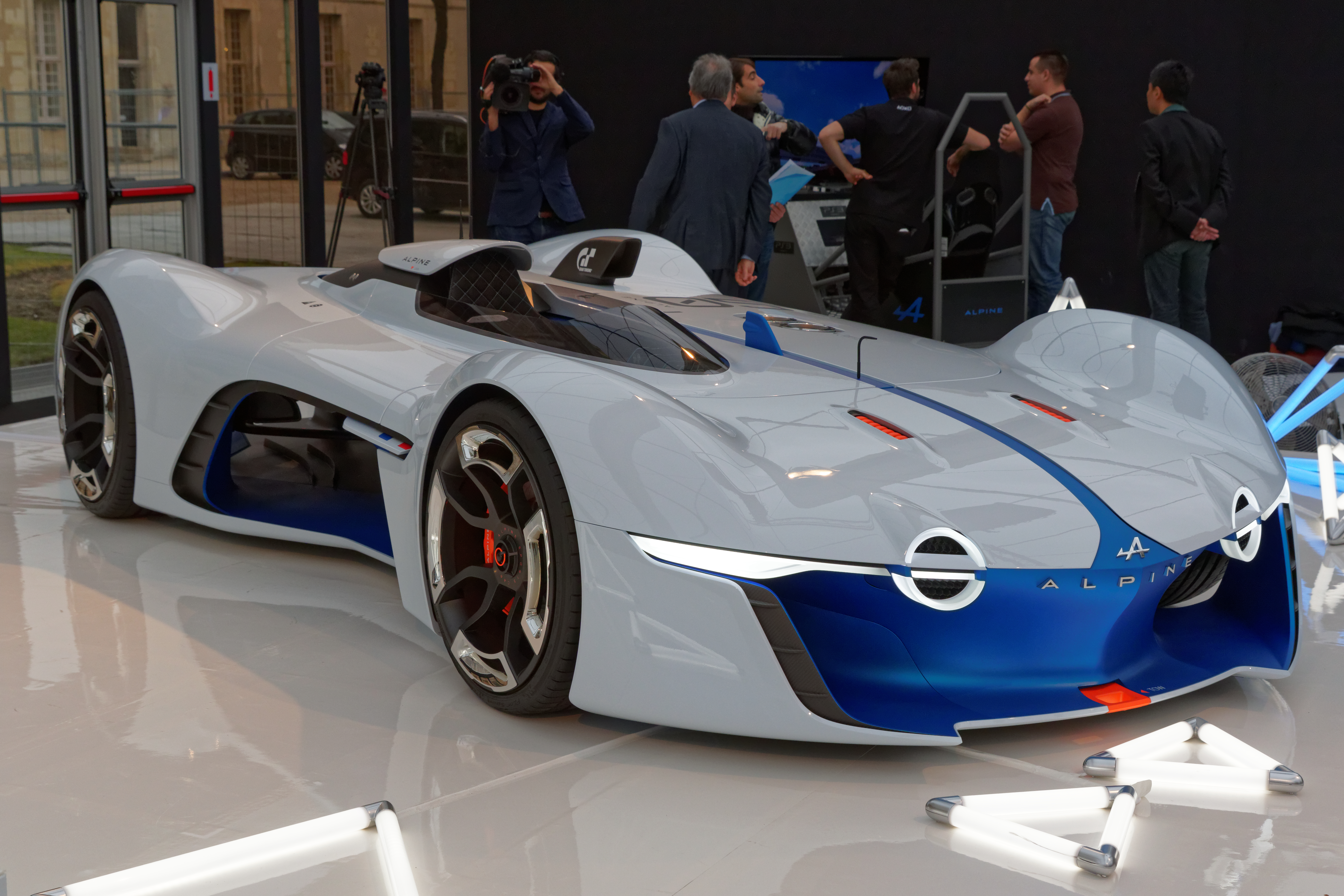
ビジョン グランツーリスモ
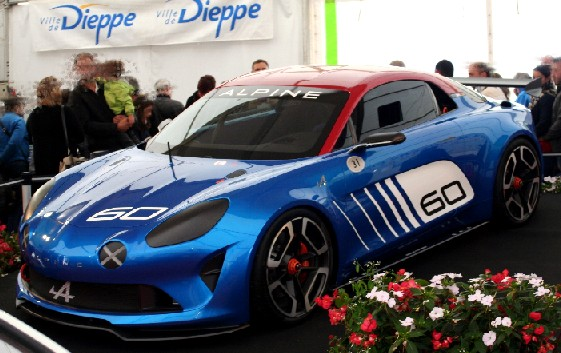
セレブレーション
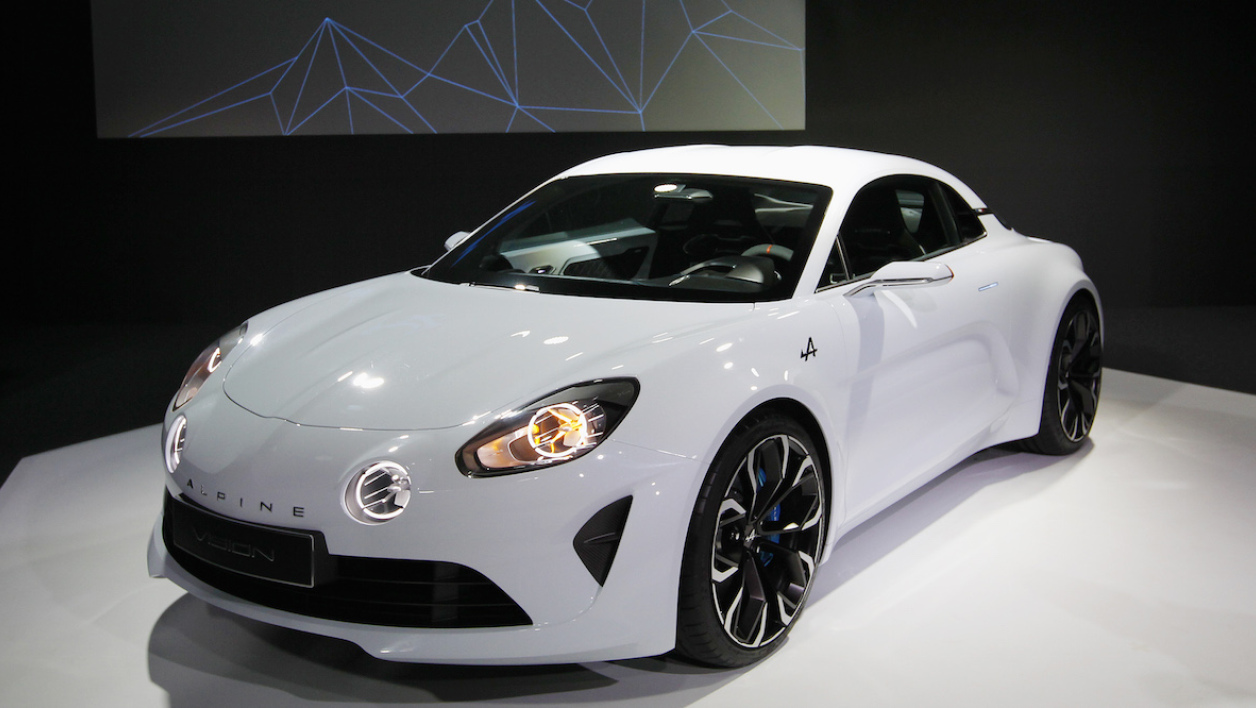
アルピーヌ・ビジョン
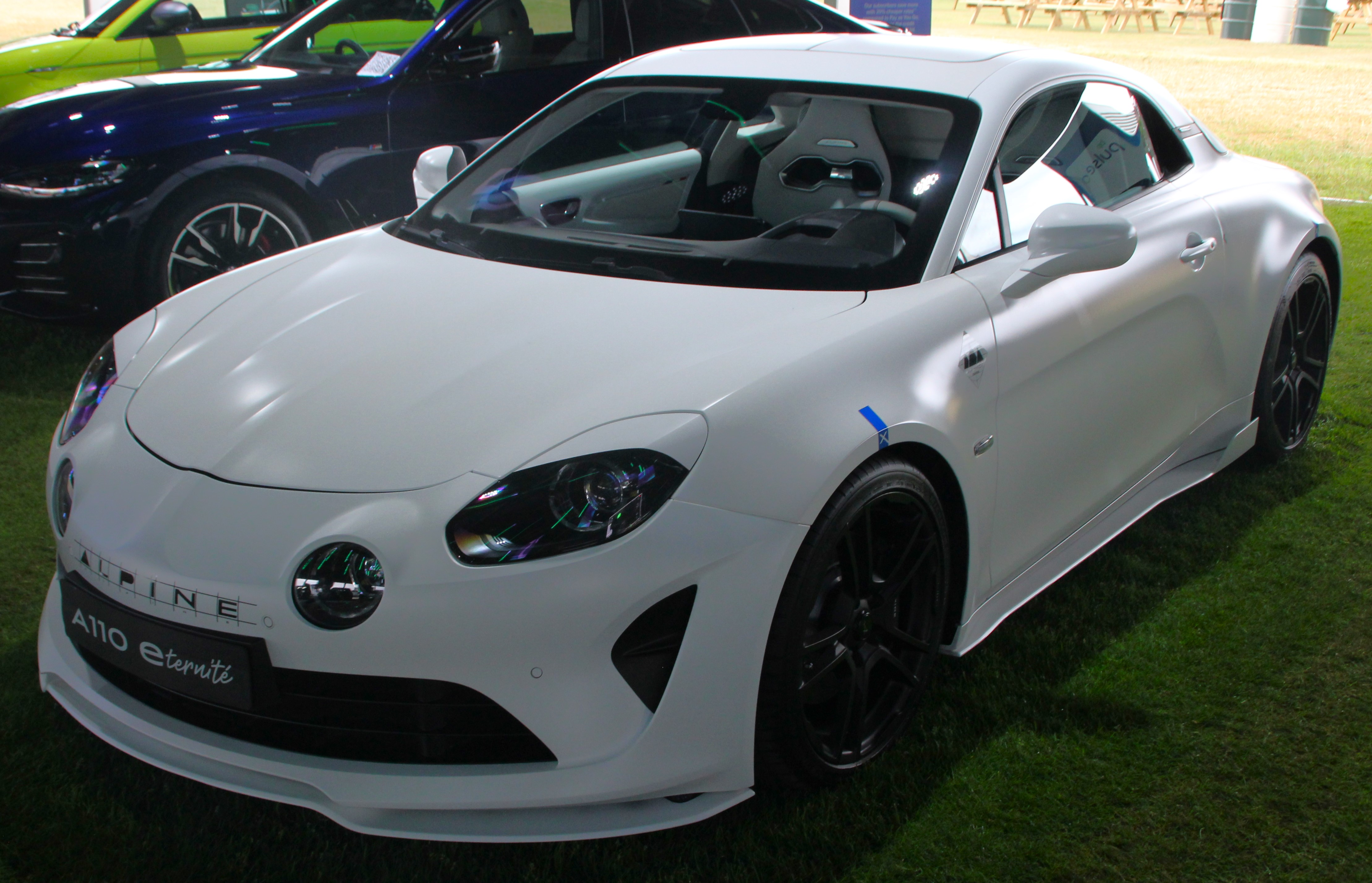
A110 E-ternite
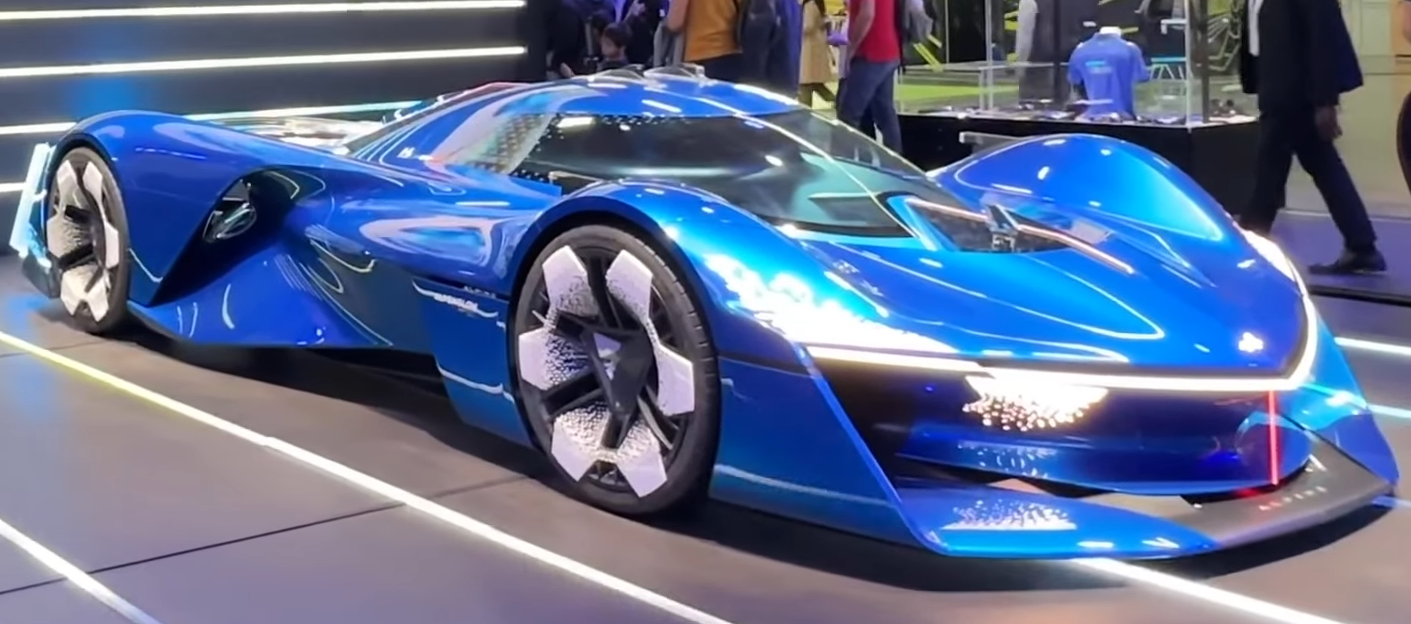
アルペングロー
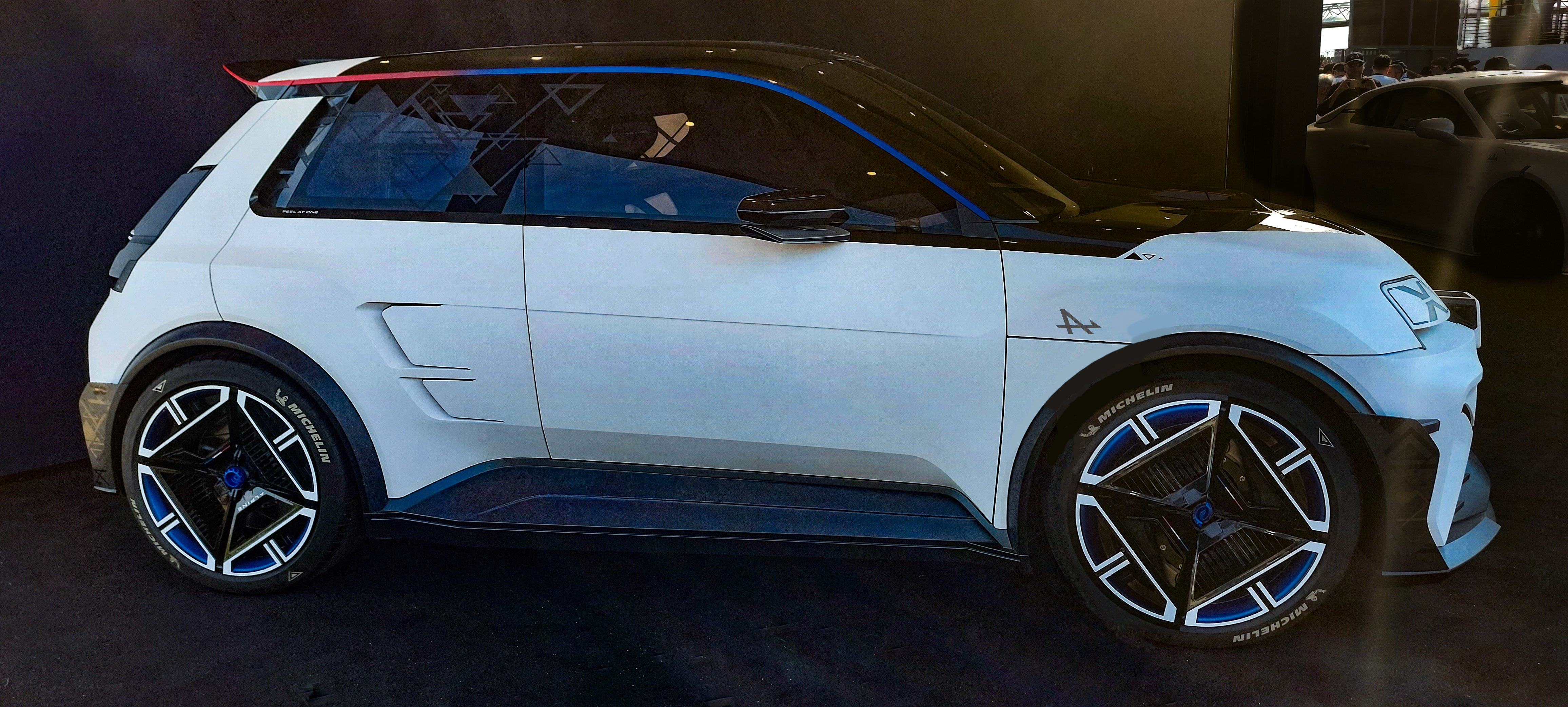
A290_β
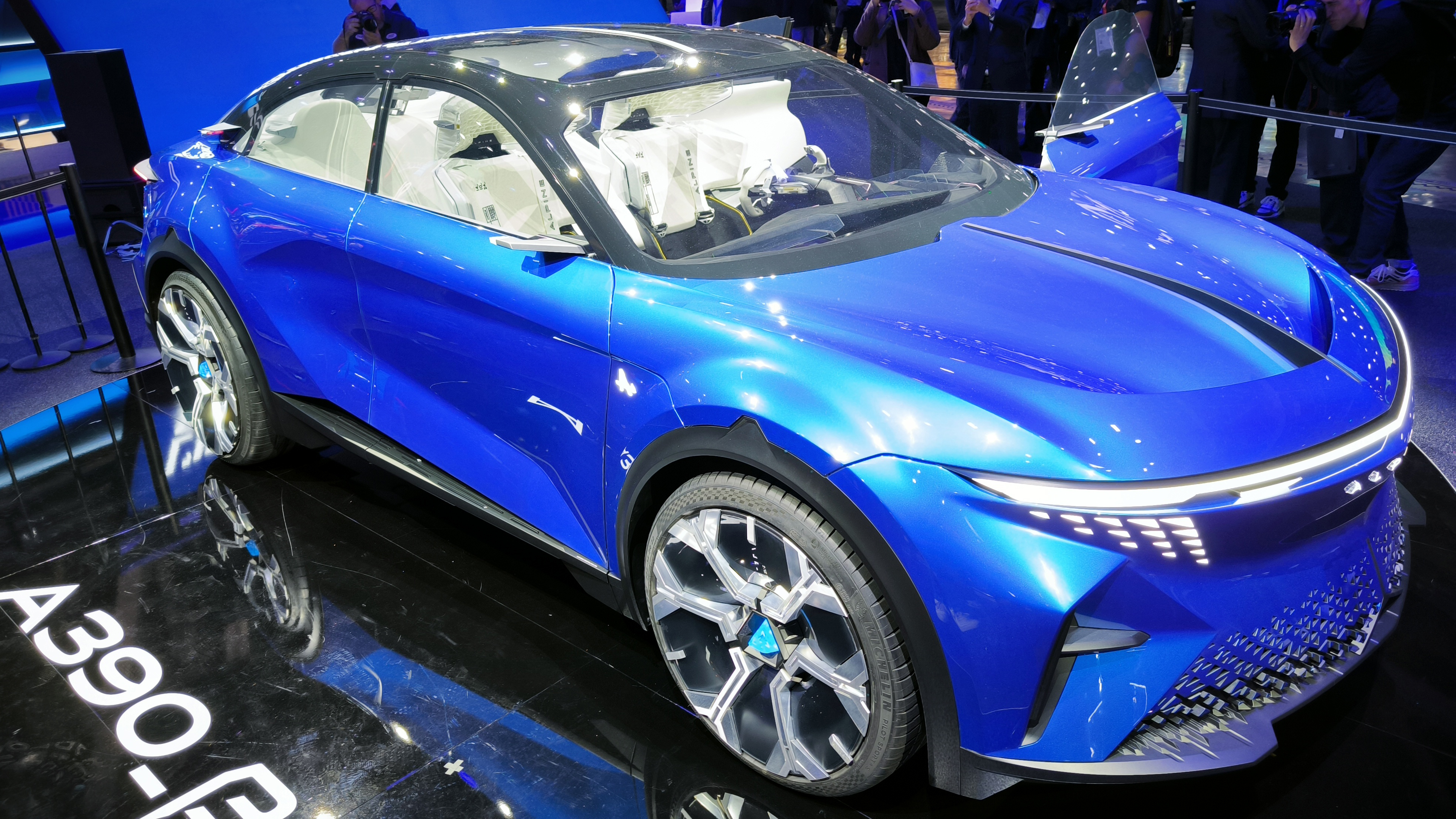
A390_β

#### レーシングカー
- M63（フランス語版）

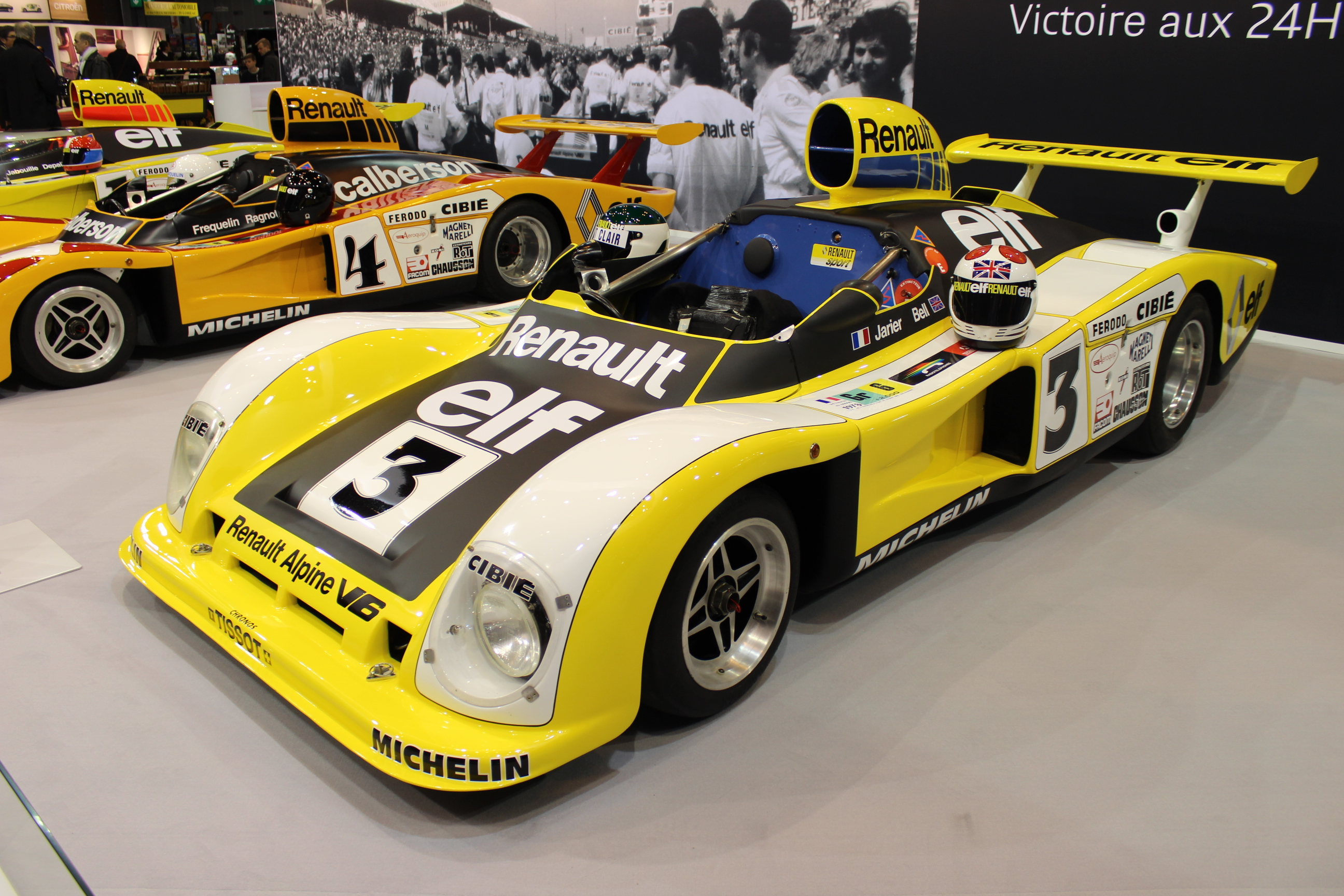
M64（イタリア語版）
- A210
- A220
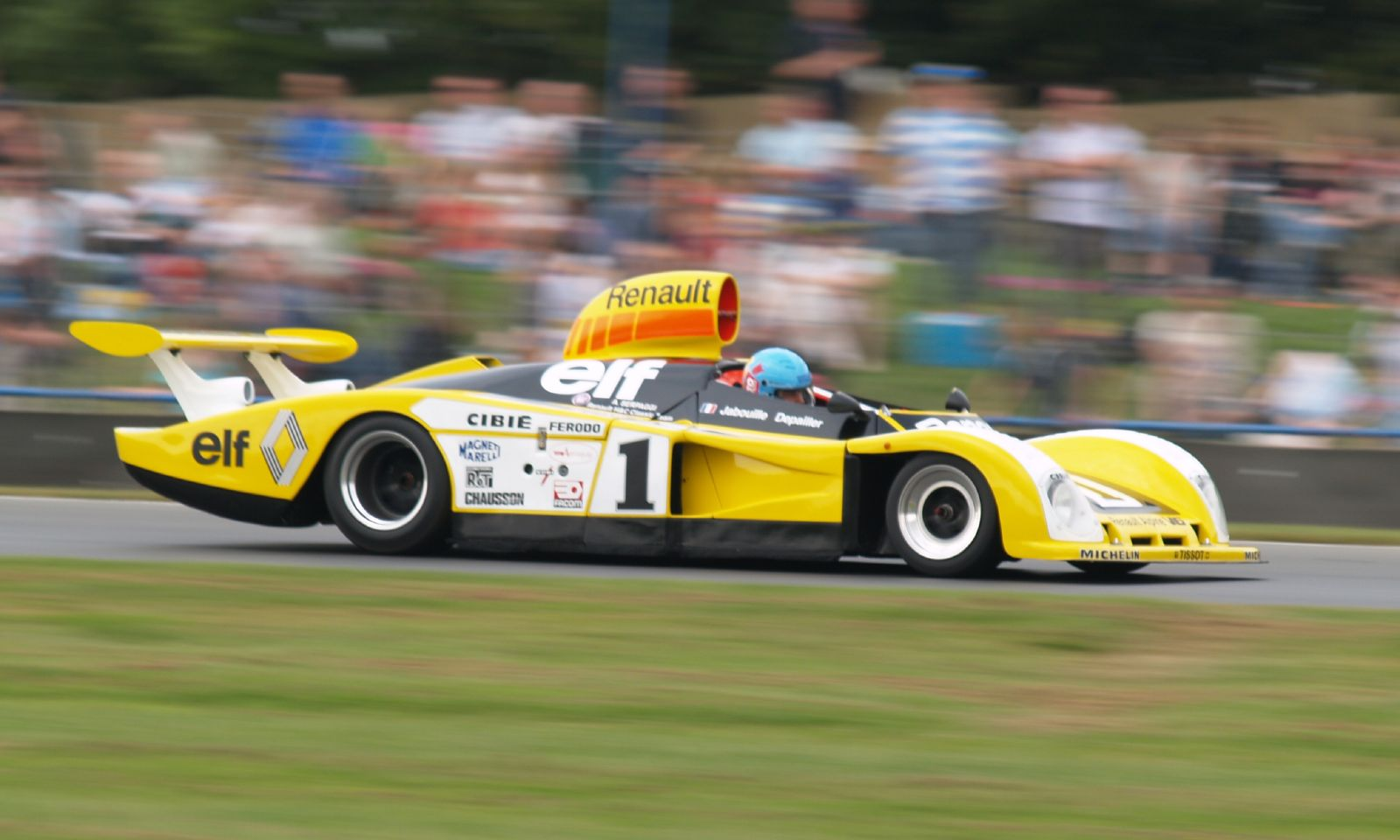
A440 / A441
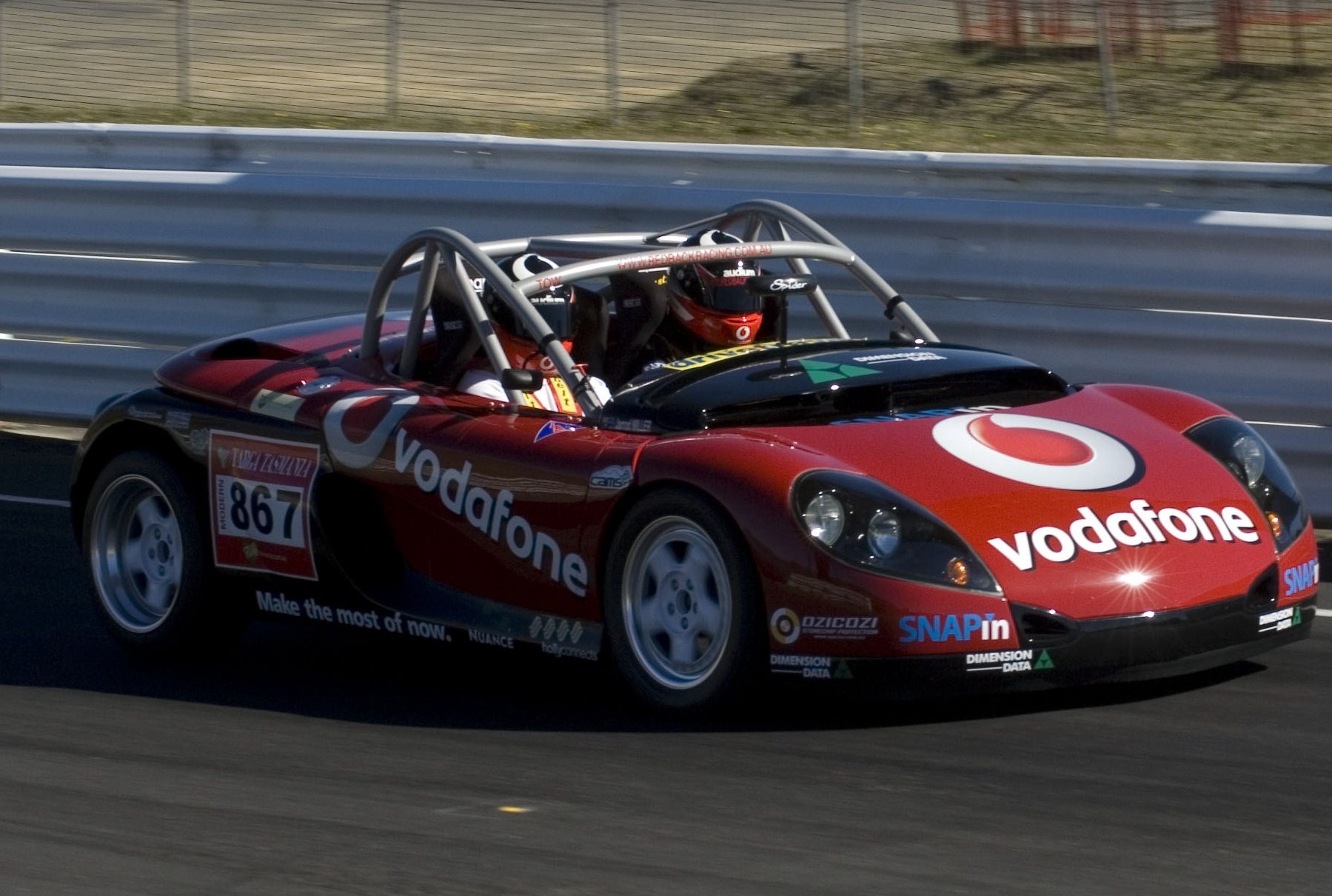
スパイダー・トロフィー
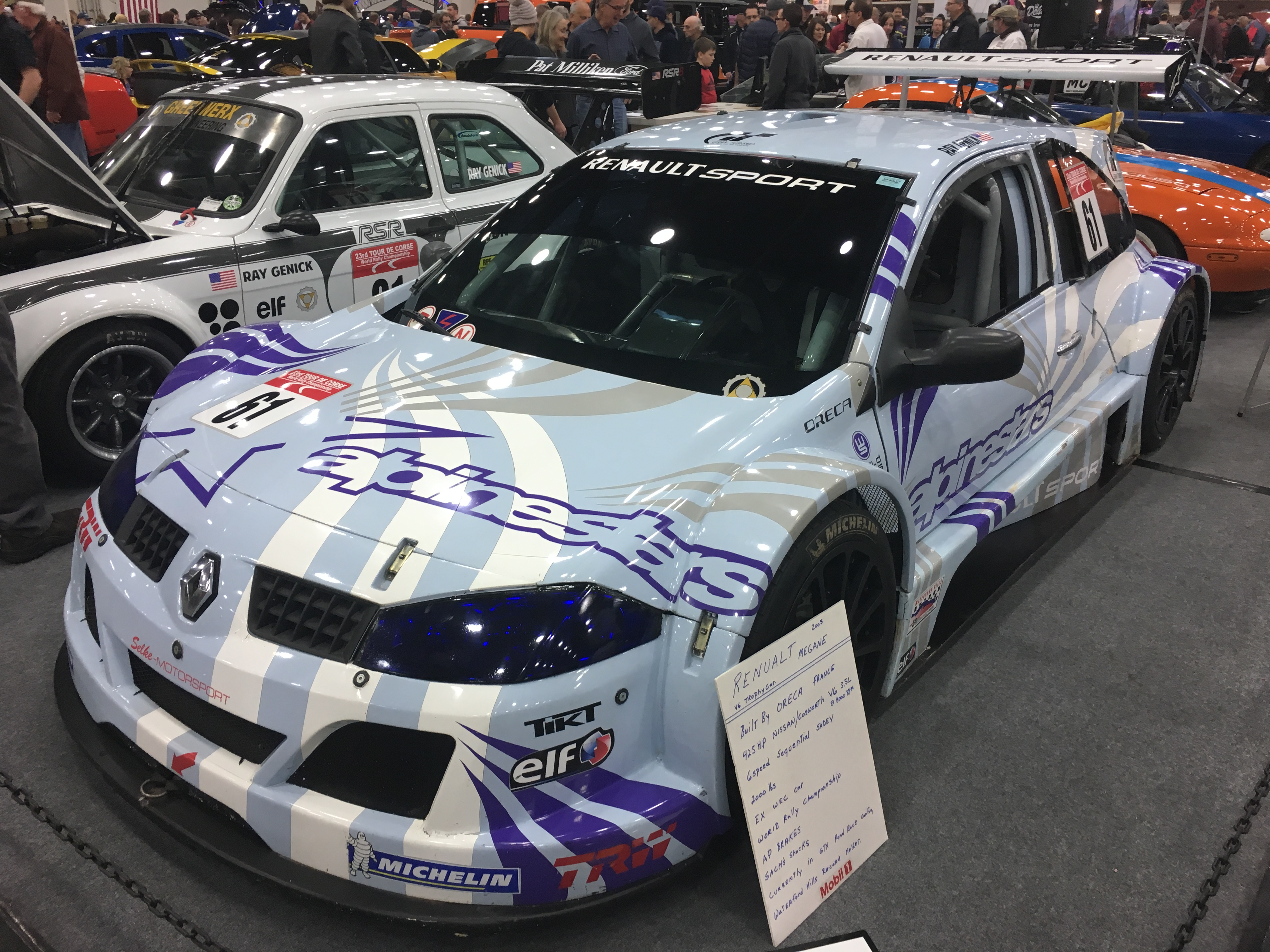
メガーヌRS・トロフィー
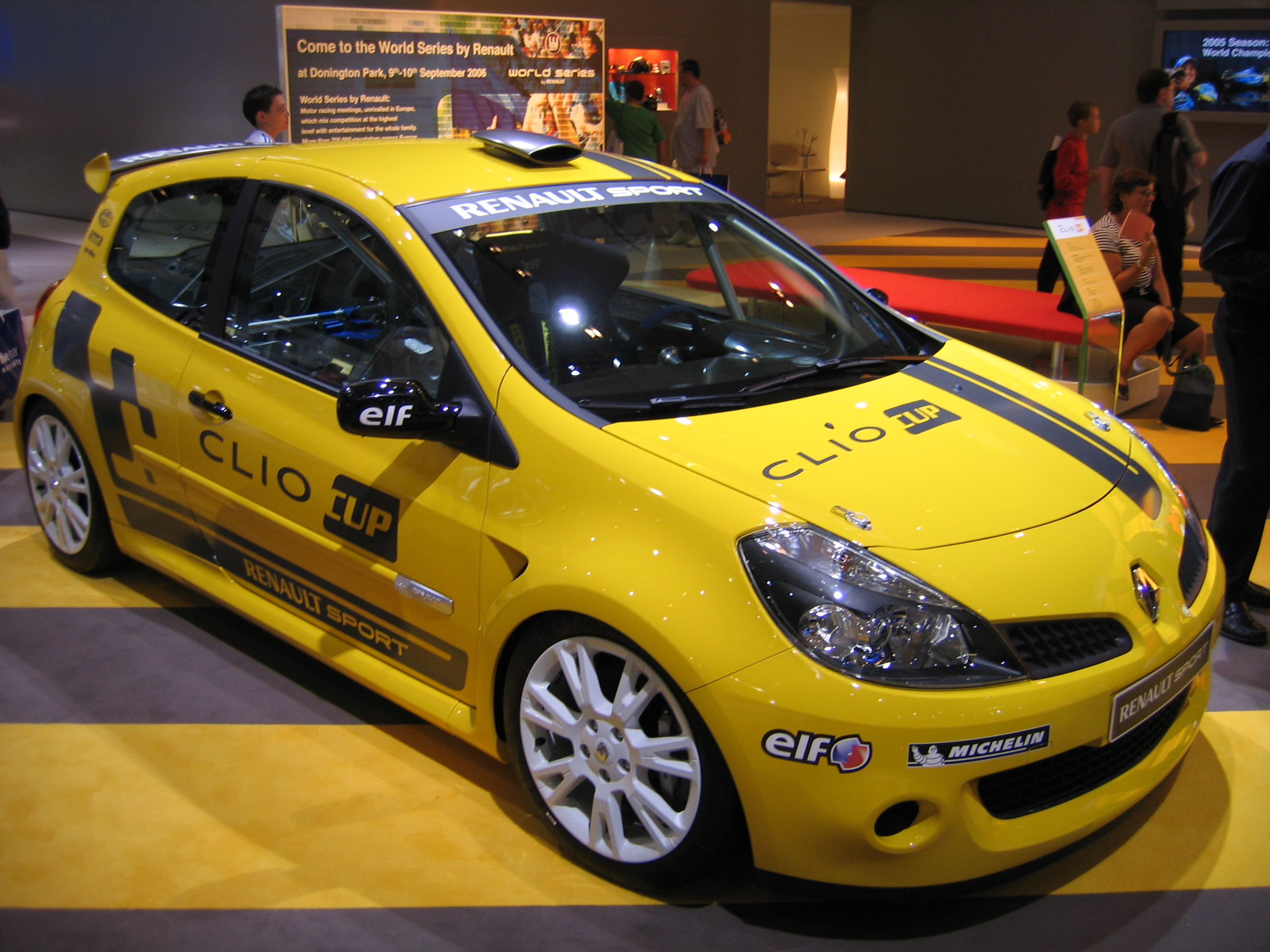
クリオ・カップカー

- A450
- A460
- A470
- A480
- A424
- A521
- A522
- A523
- A524

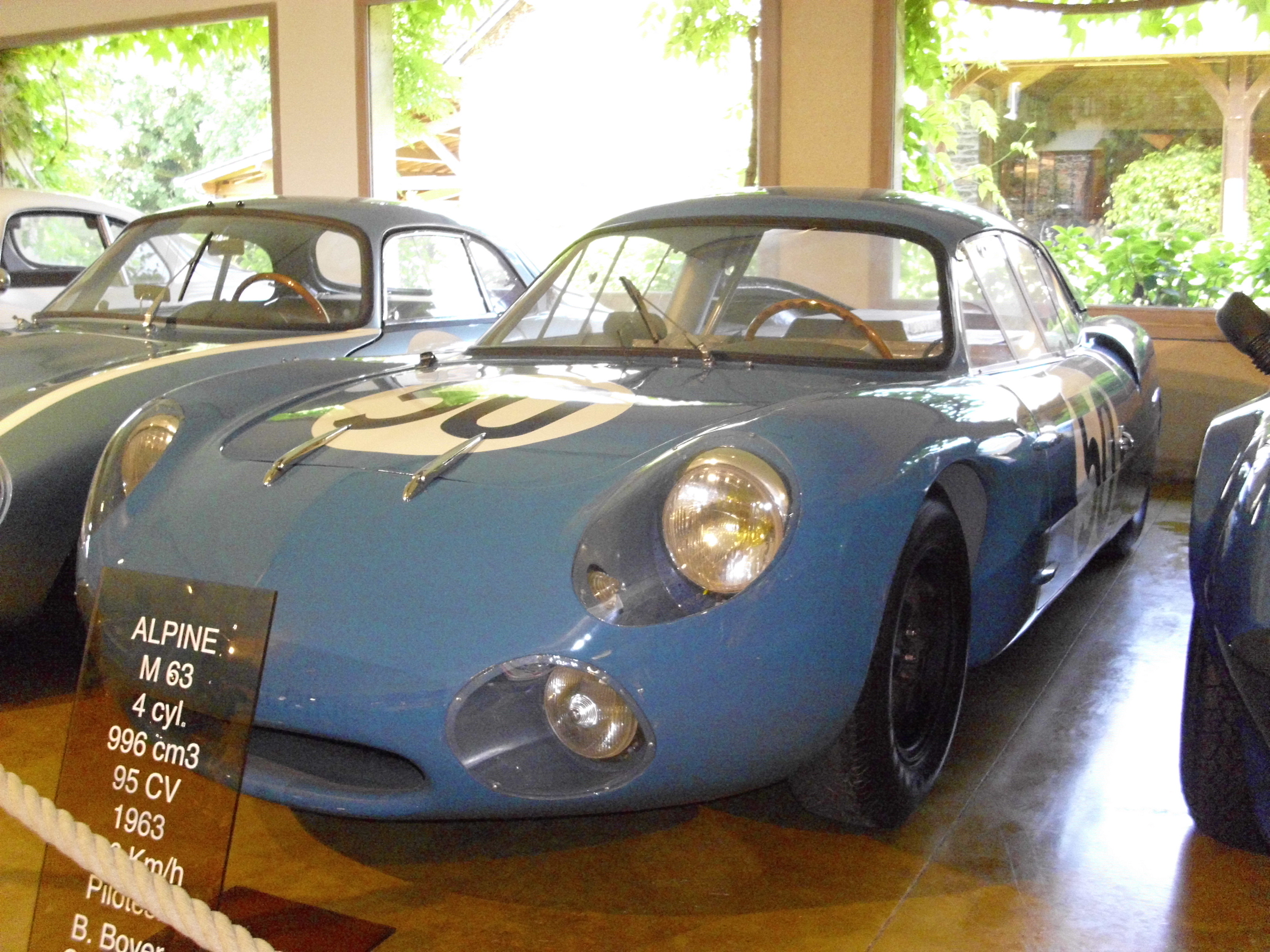
M63
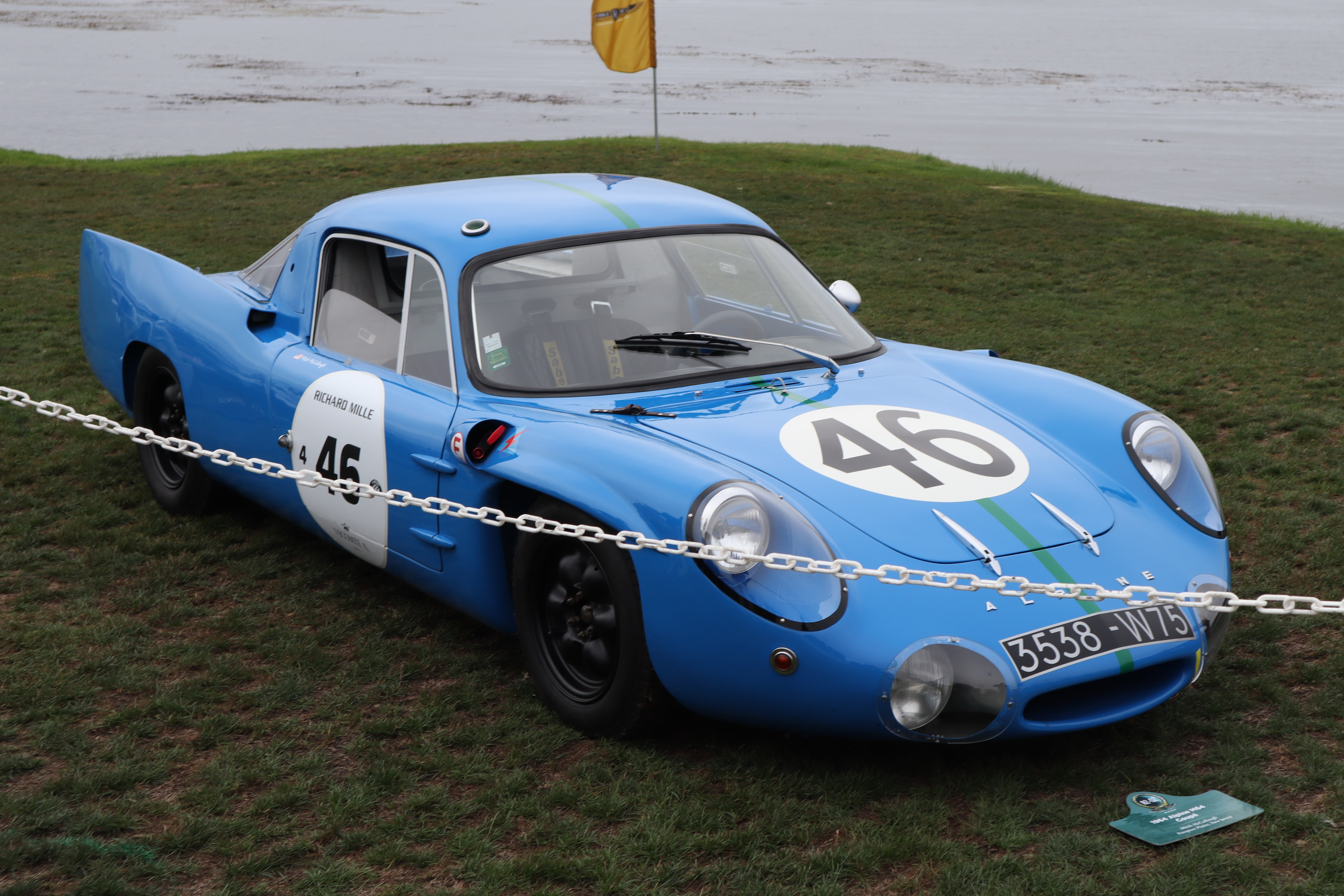
M64
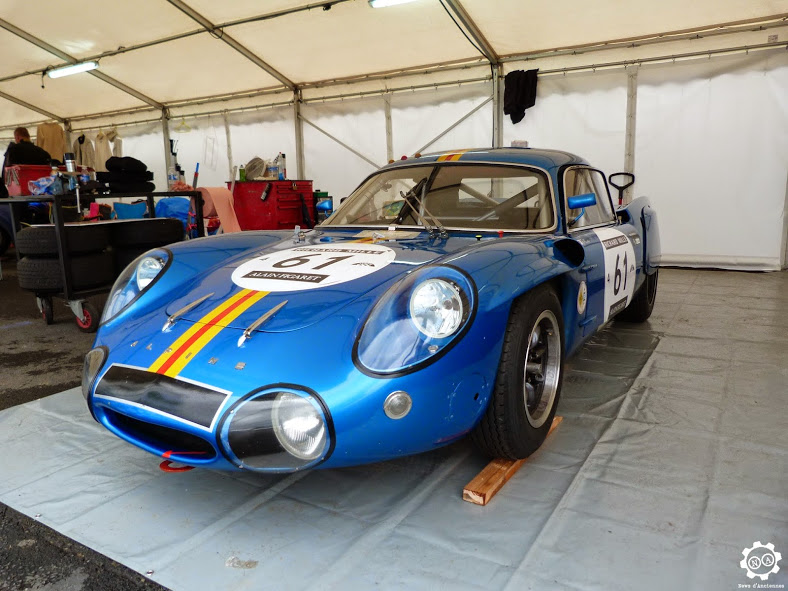
A210
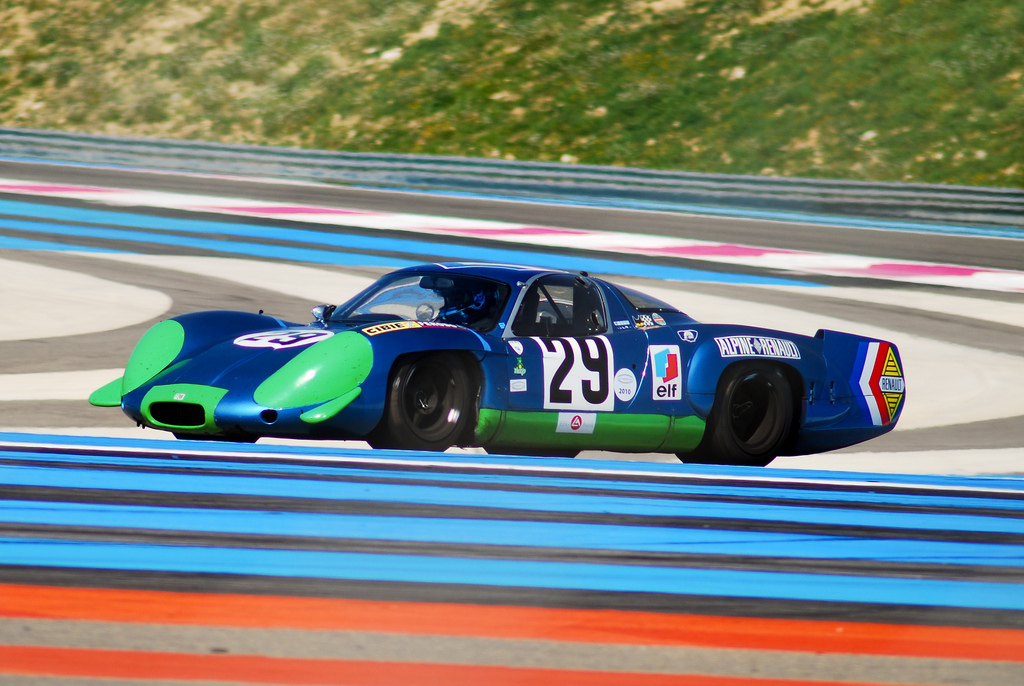
A220
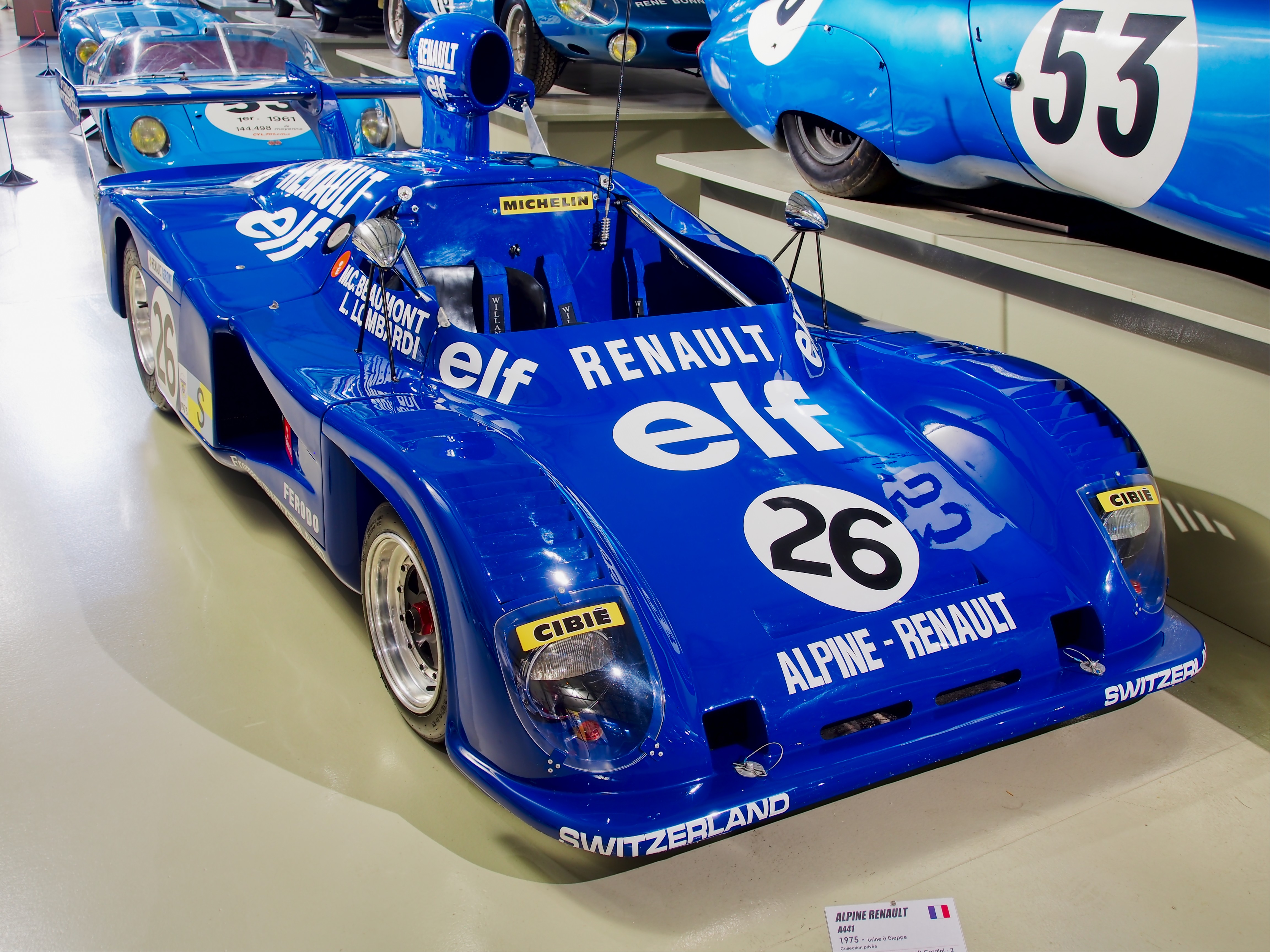
A441
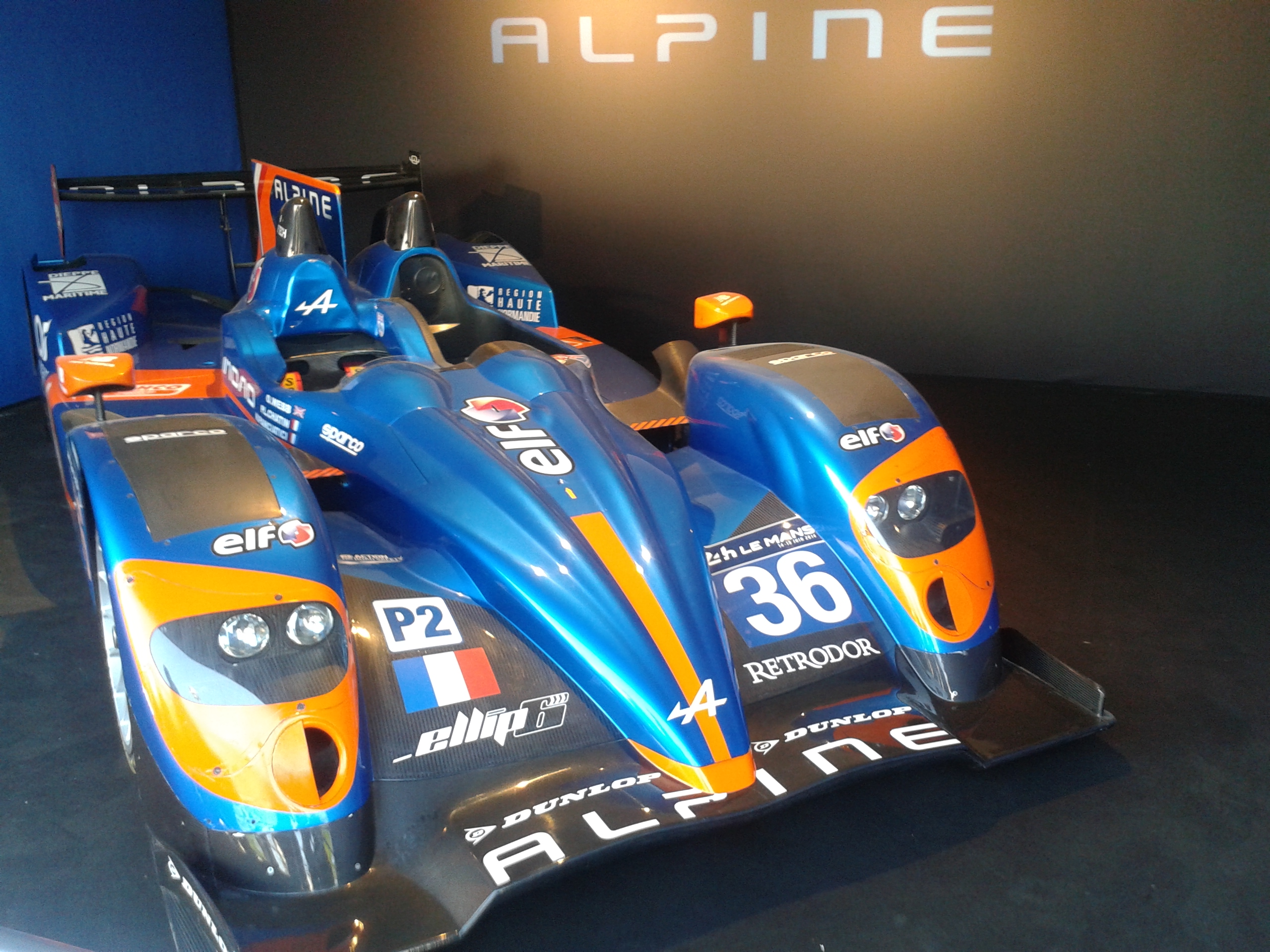
A450
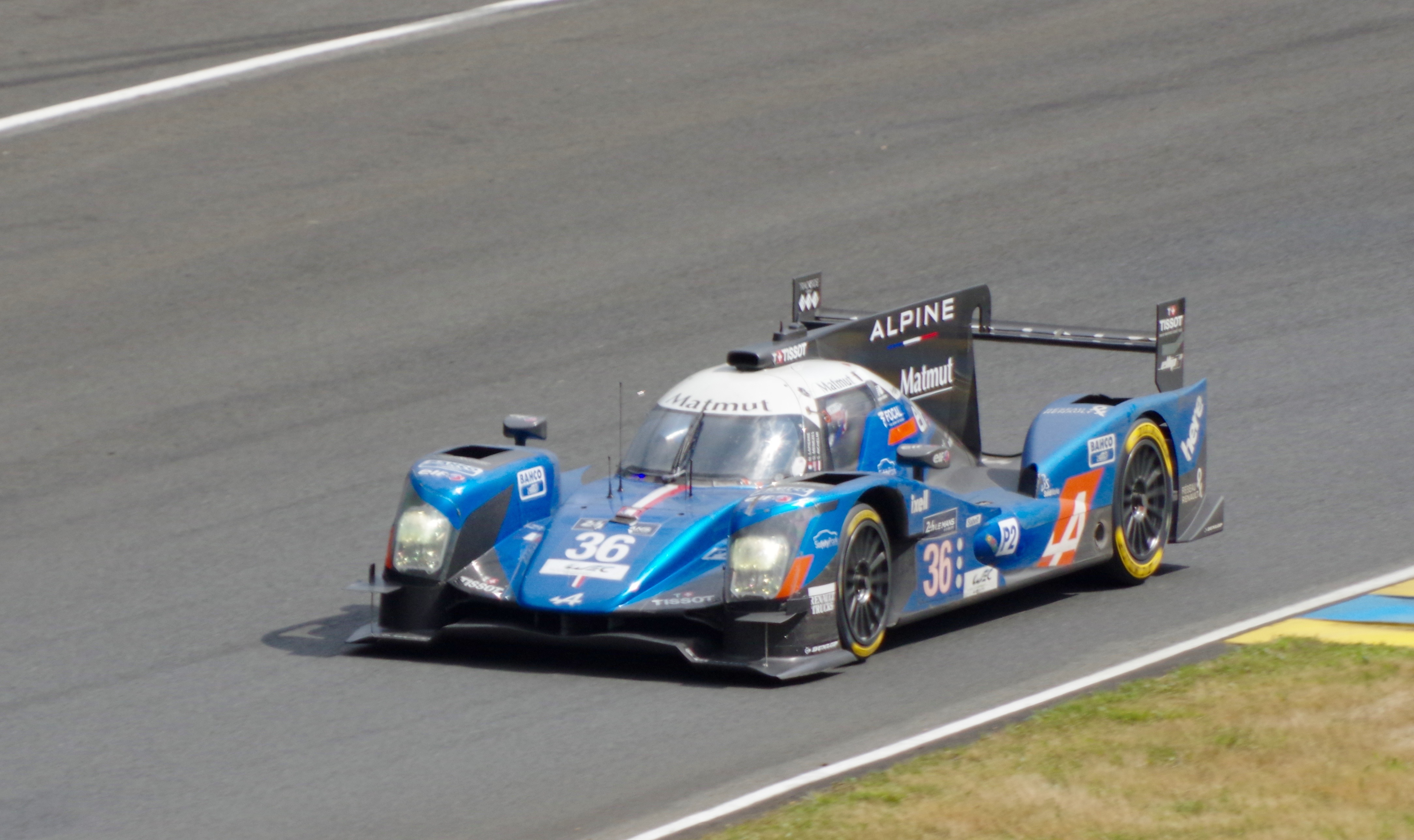
A460
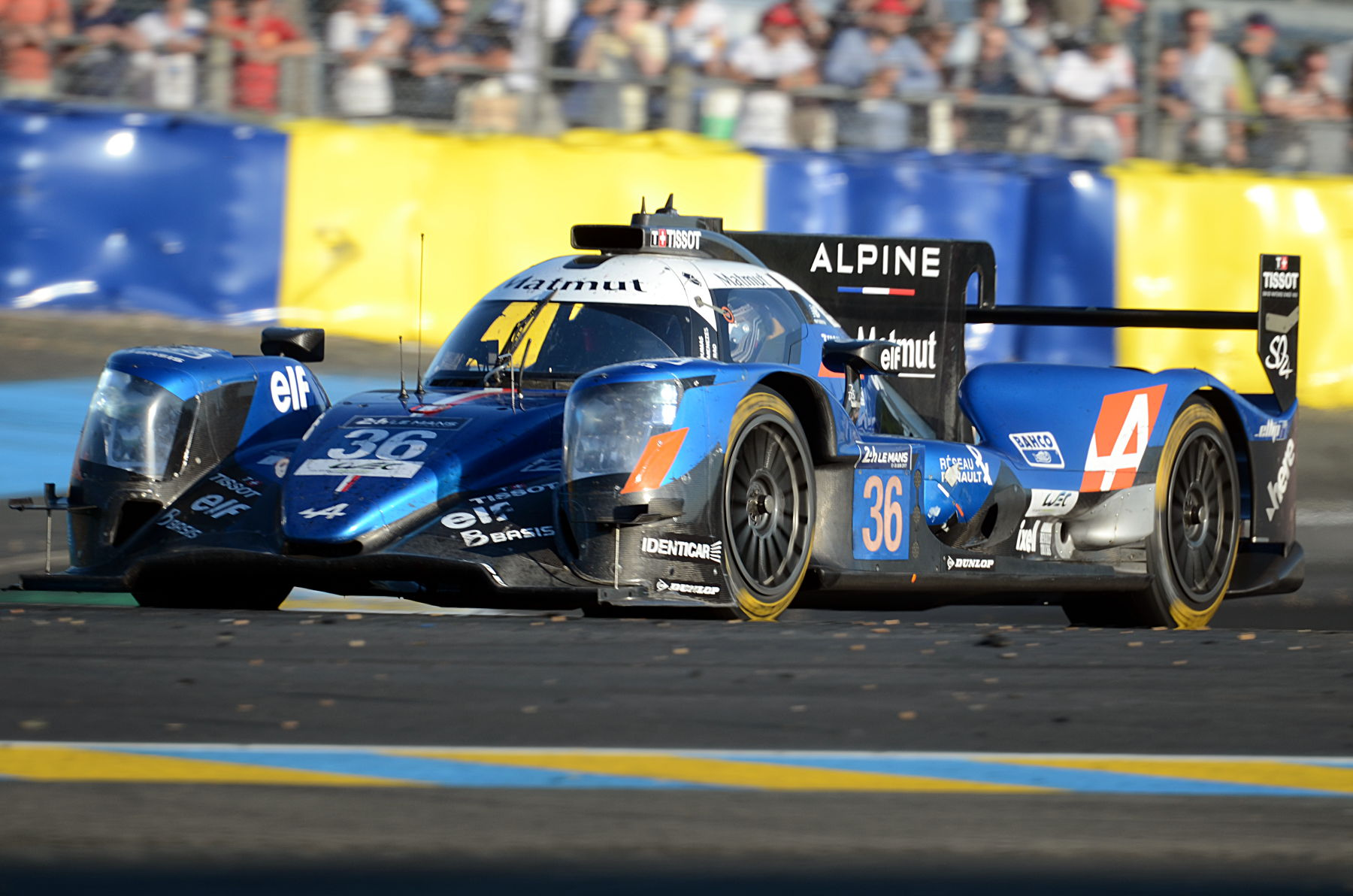
A470
A480
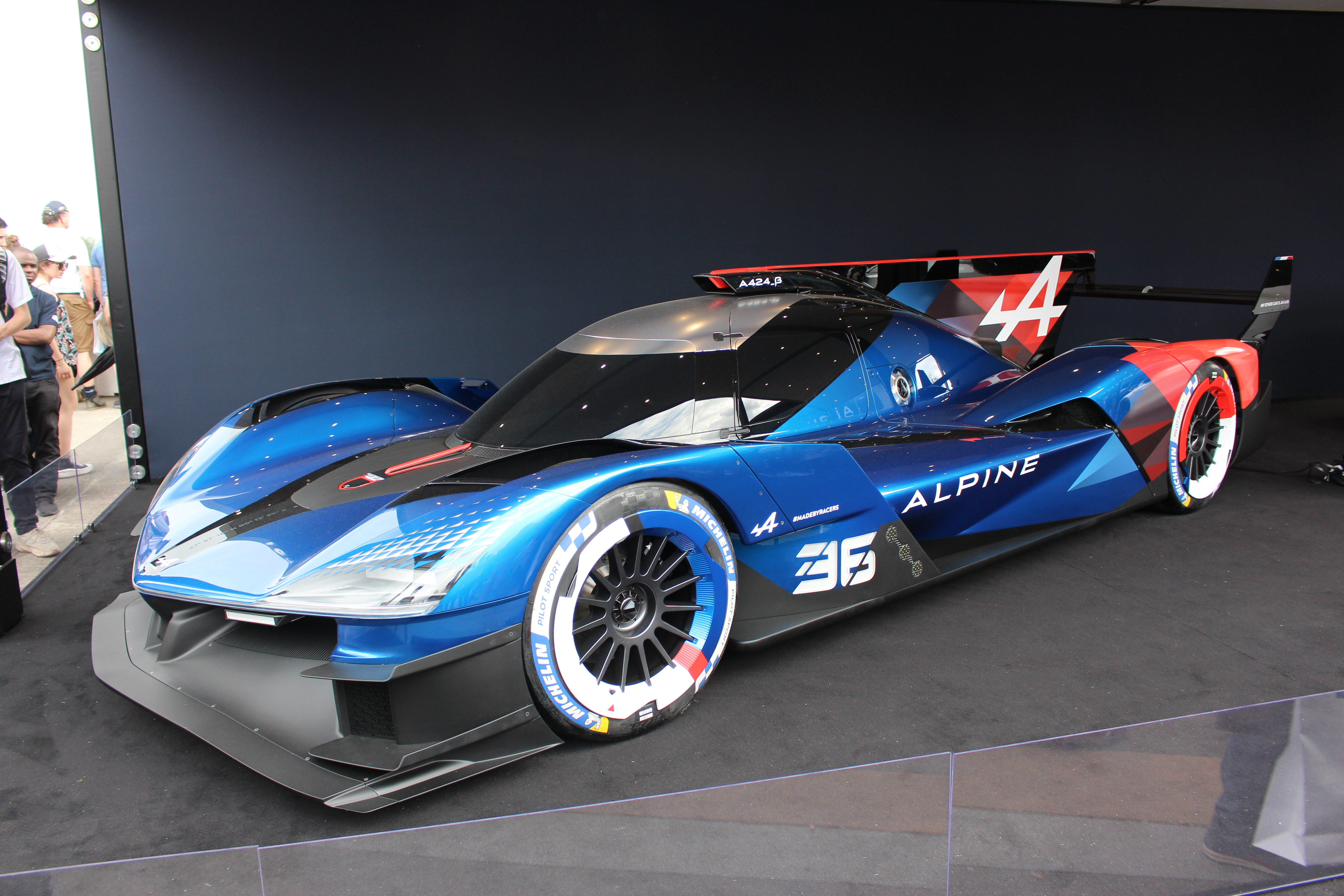
A424
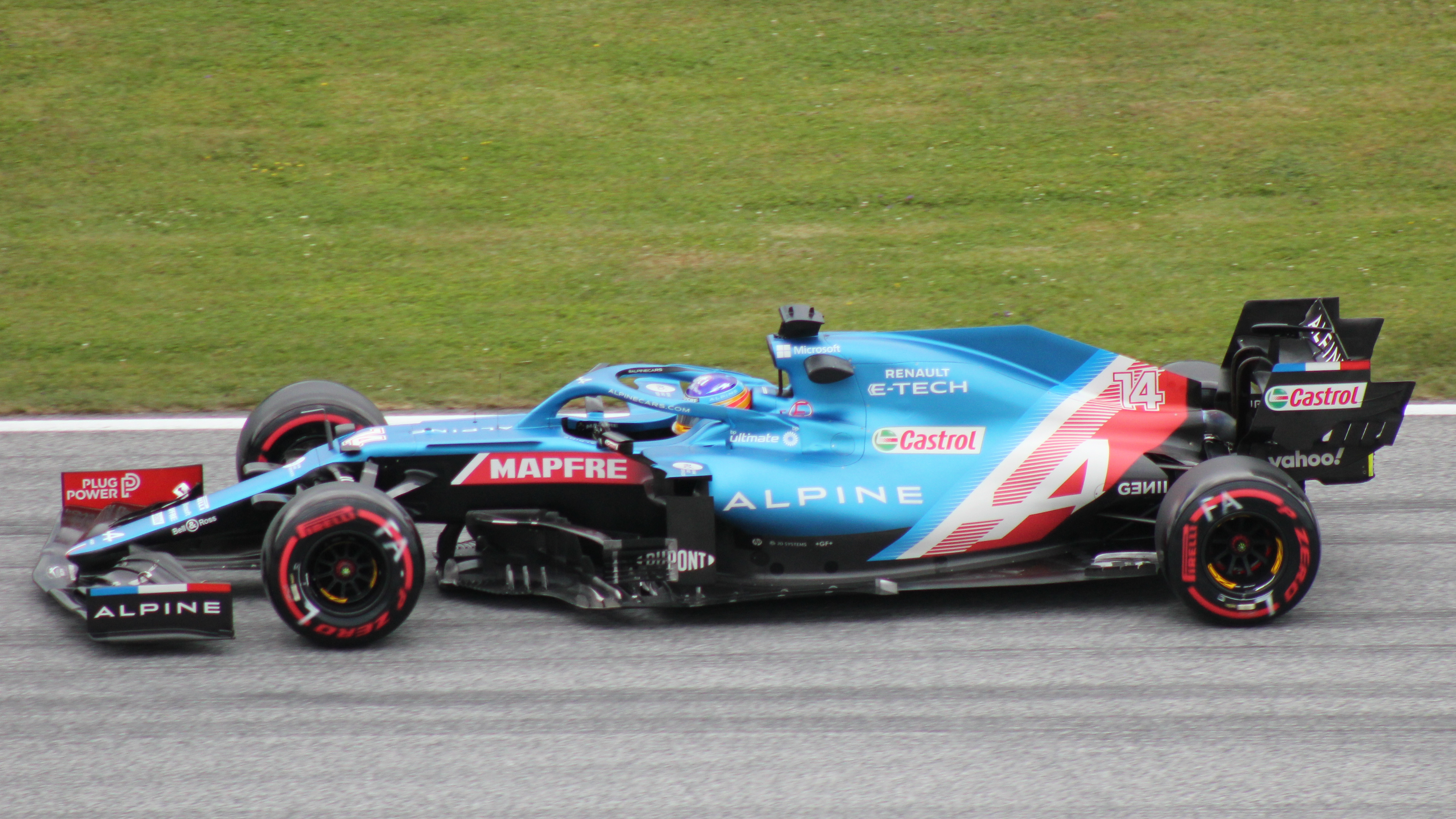
A521（2021年）
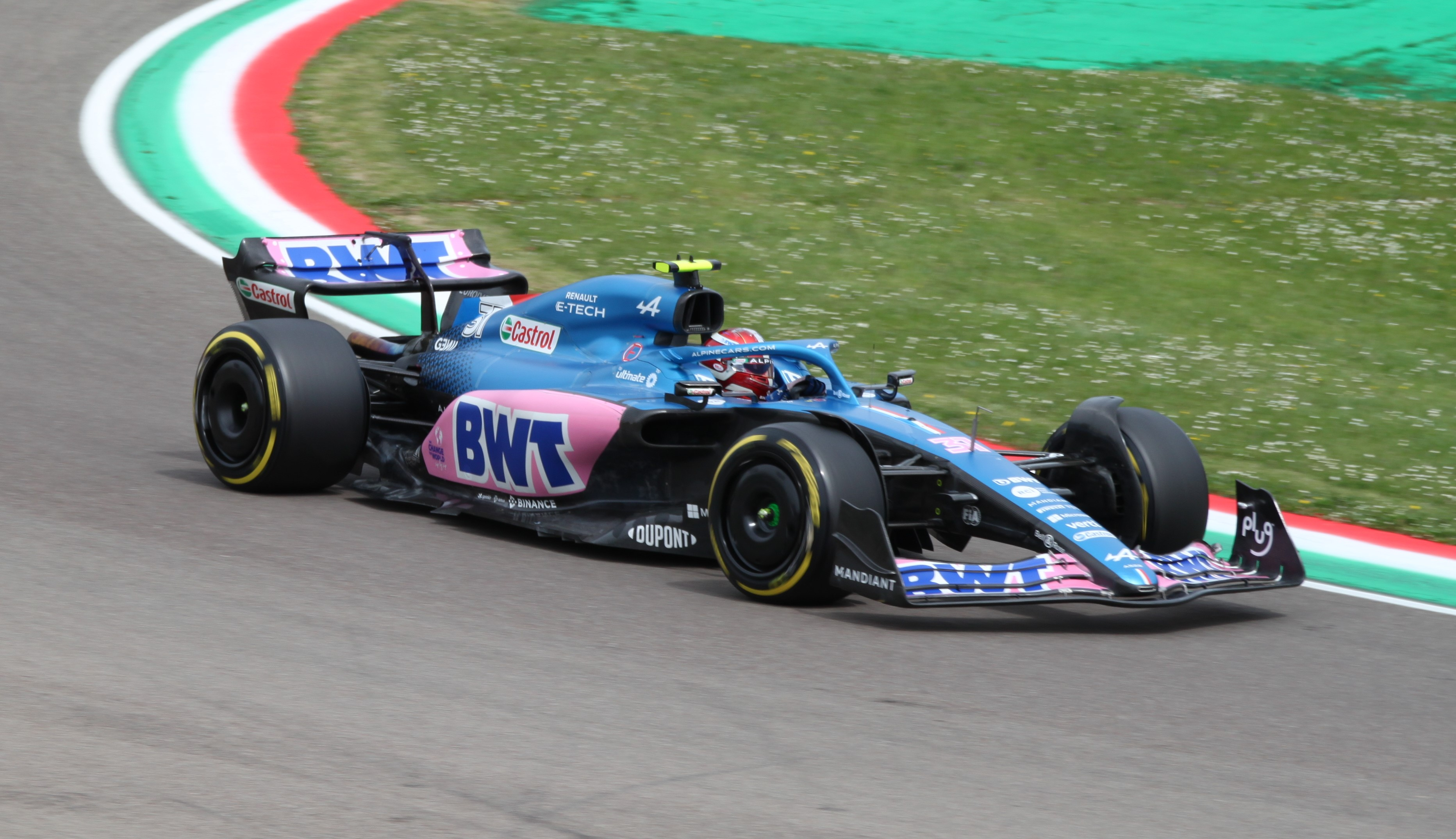
A522（2022年）
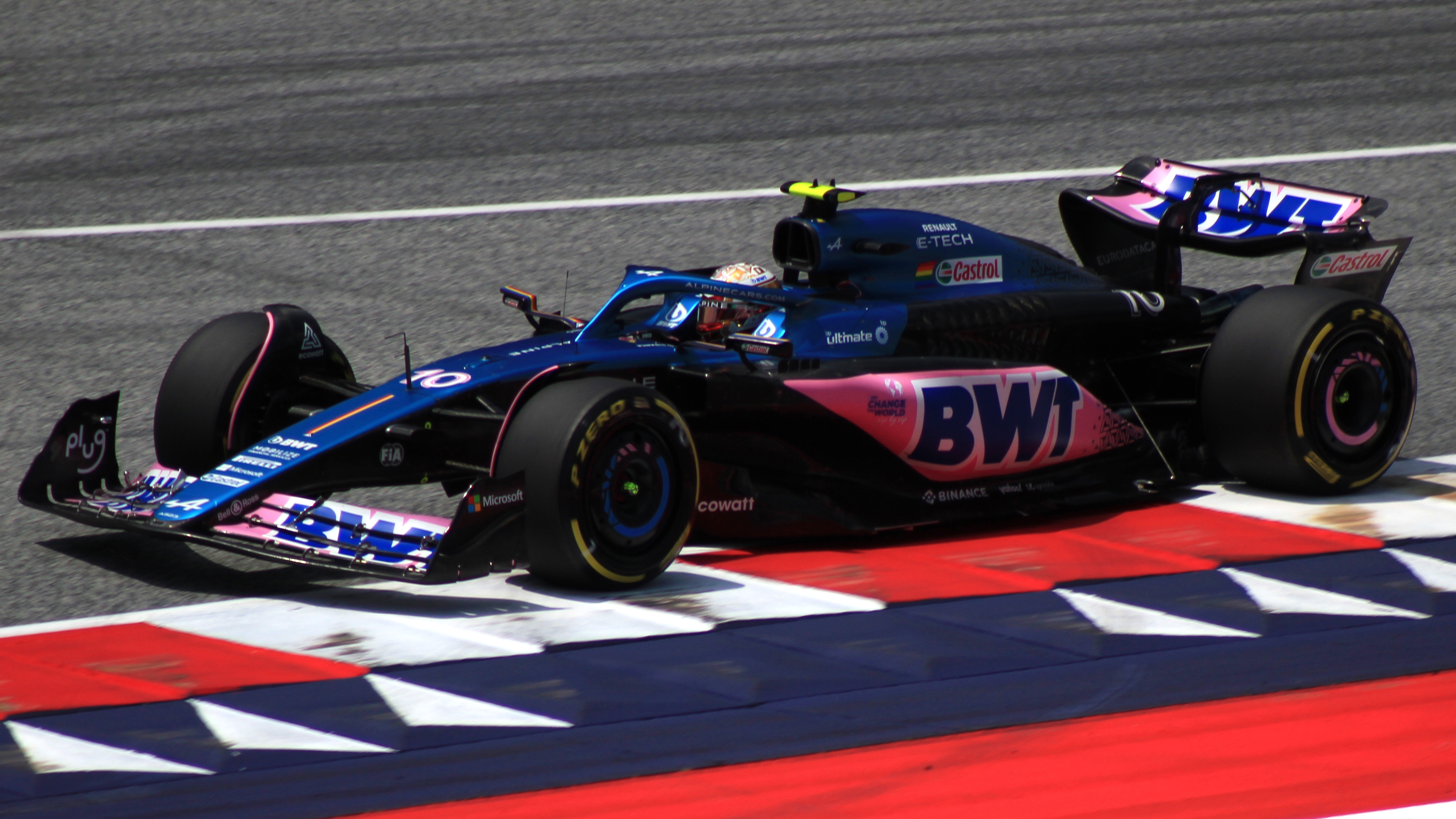
A523（2023年）

### ルノー・アルピーヌ

#### ロードカー
- ルノー 5・ターボ
- ルノー 5・アルピーヌ
- ルノースポール・スパイダー
- トゥインゴRS
- クリオV6
- クリオRS
- メガーヌRS

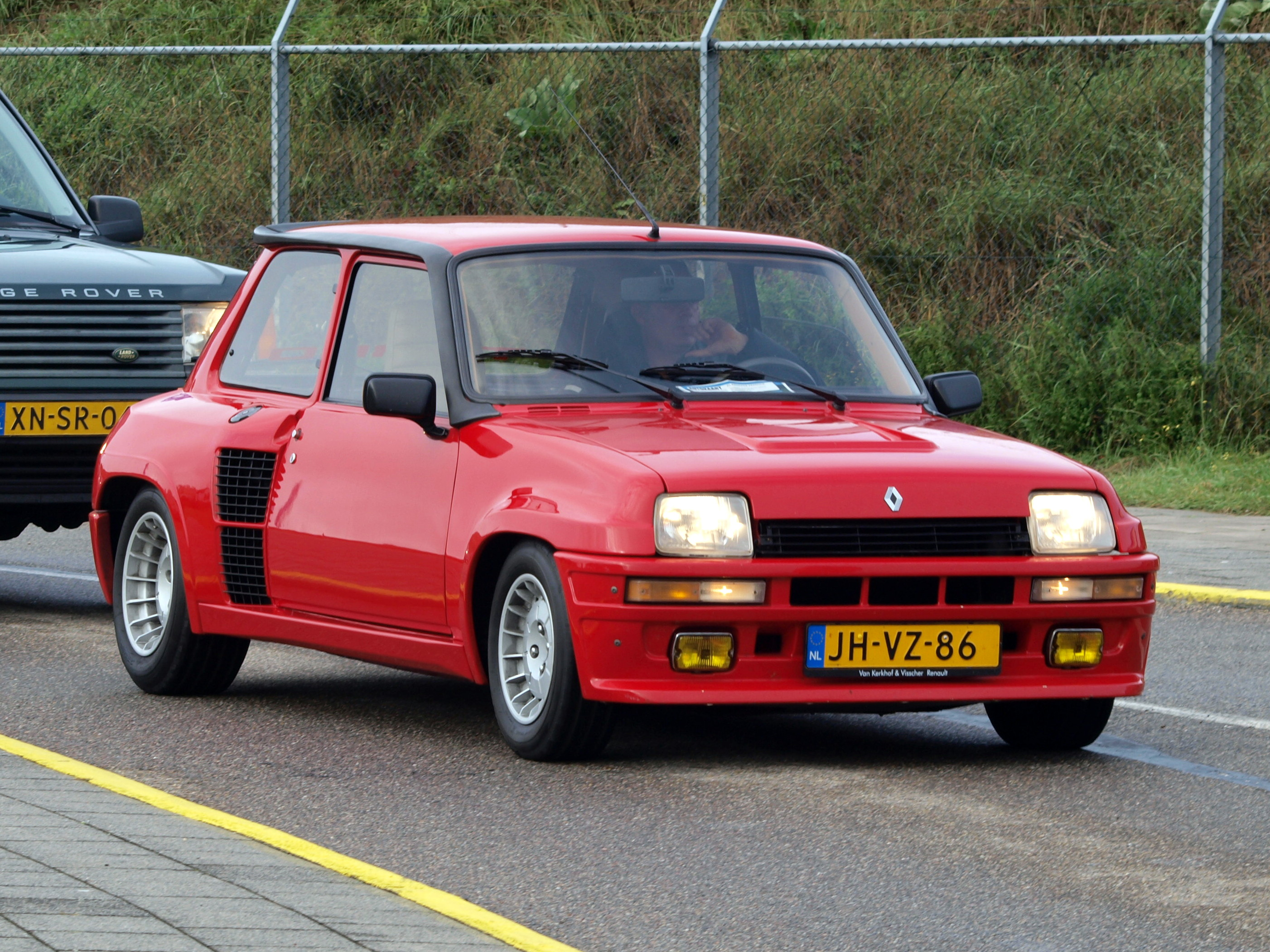
ルノー5・ターボ
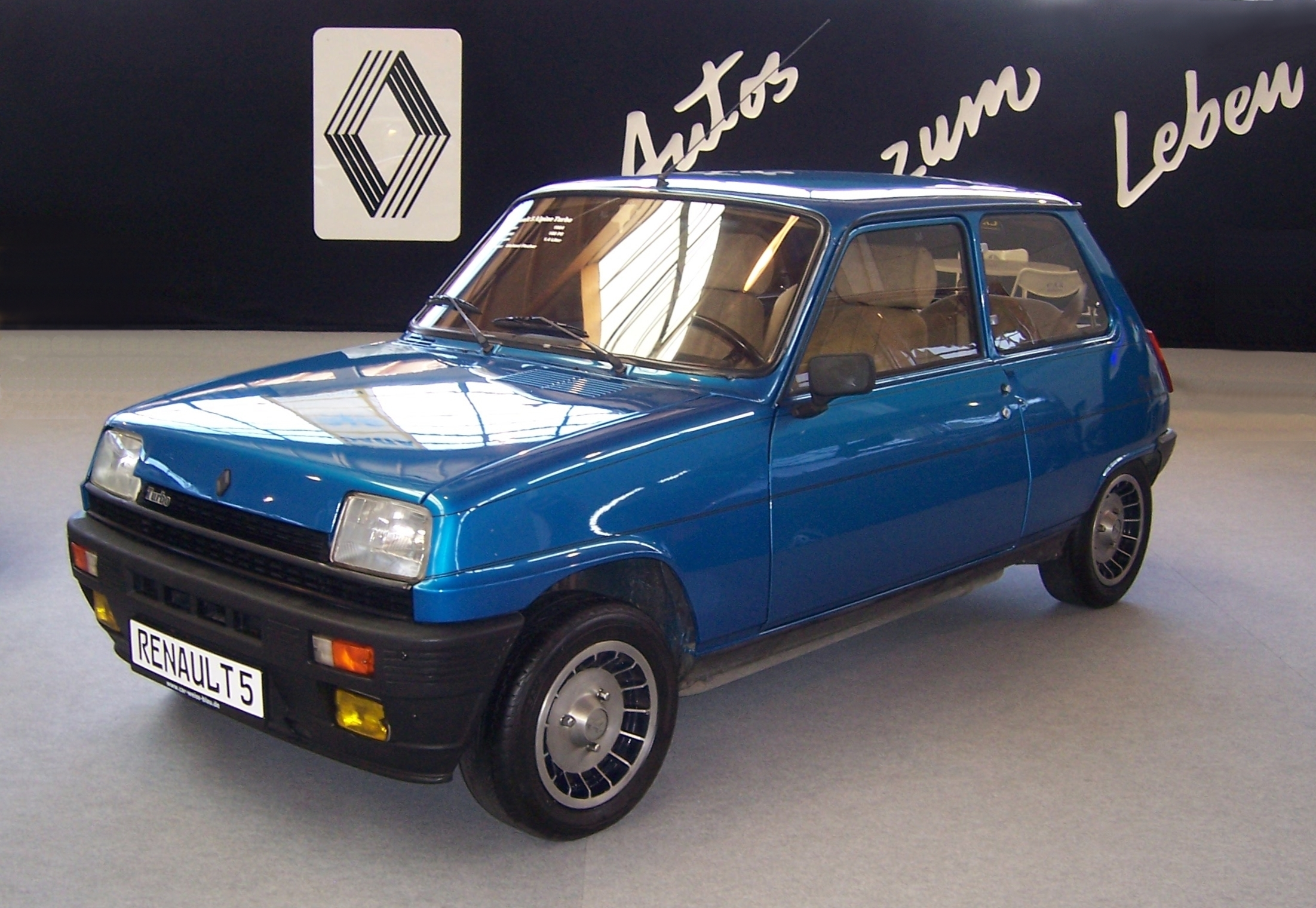
ルノー5・アルピーヌ
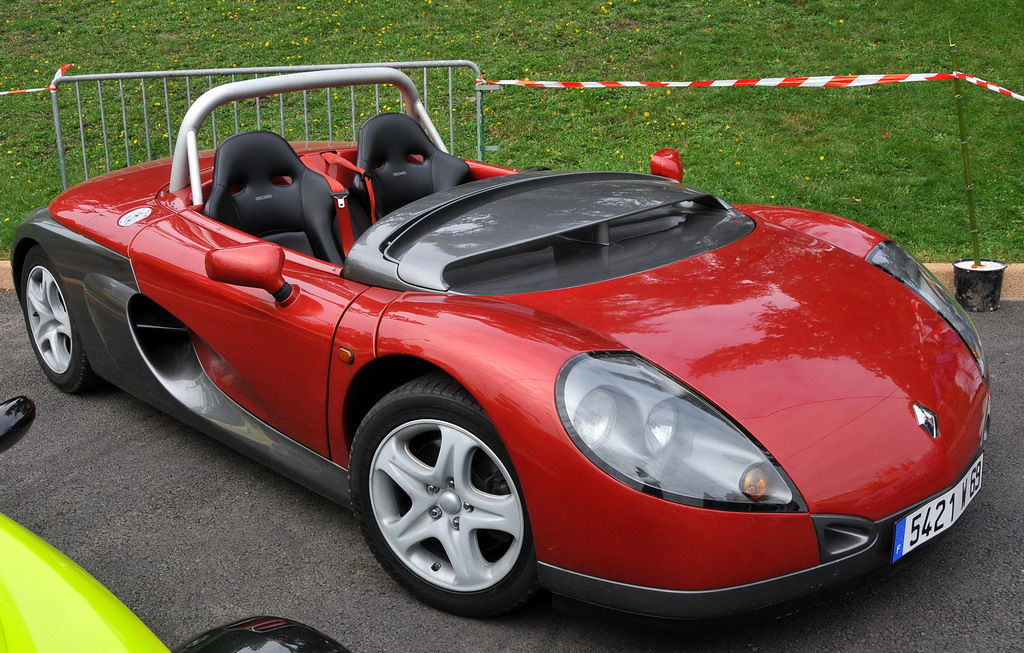
ルノースポール・スパイダー
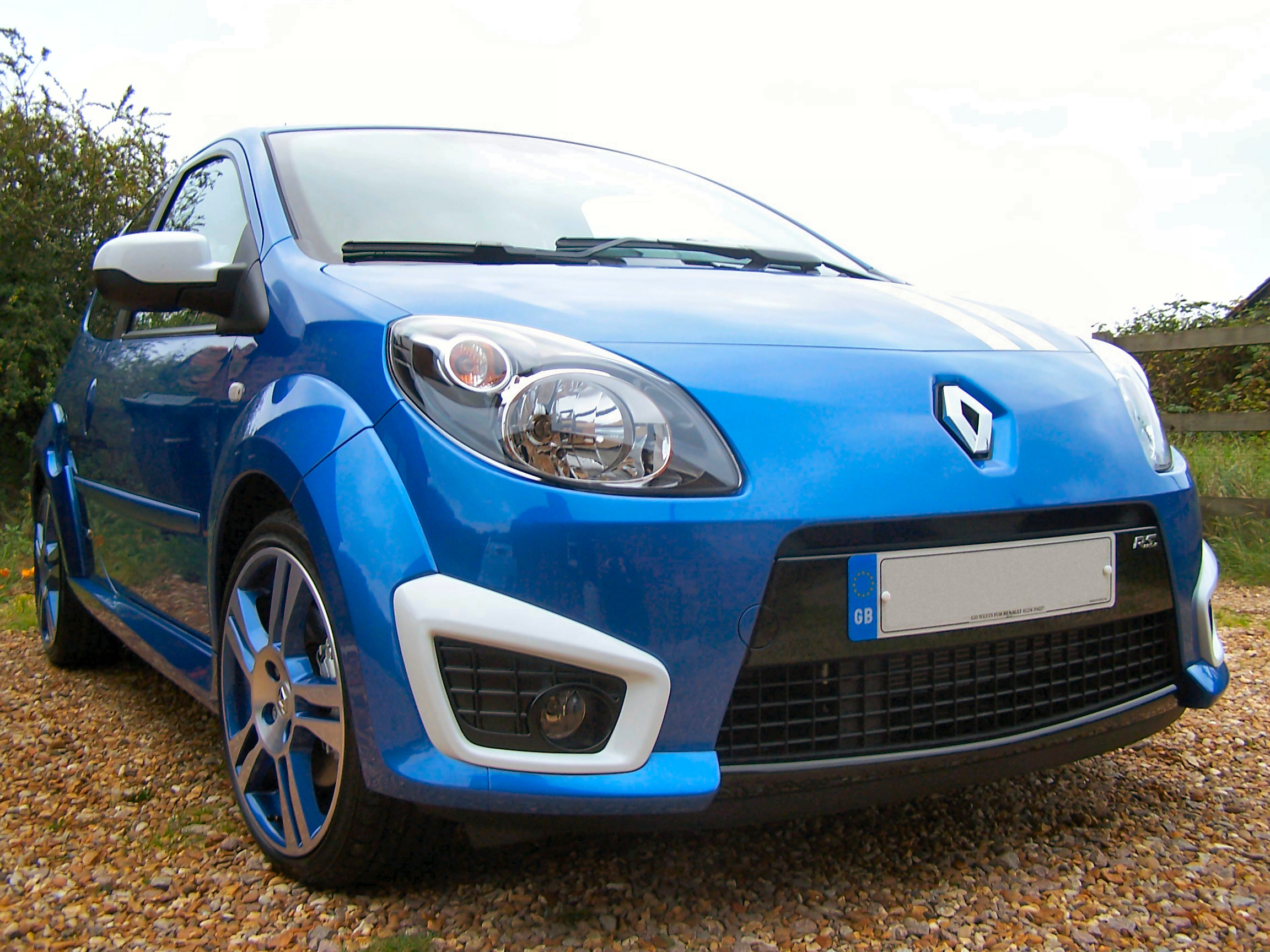
トゥインゴRS
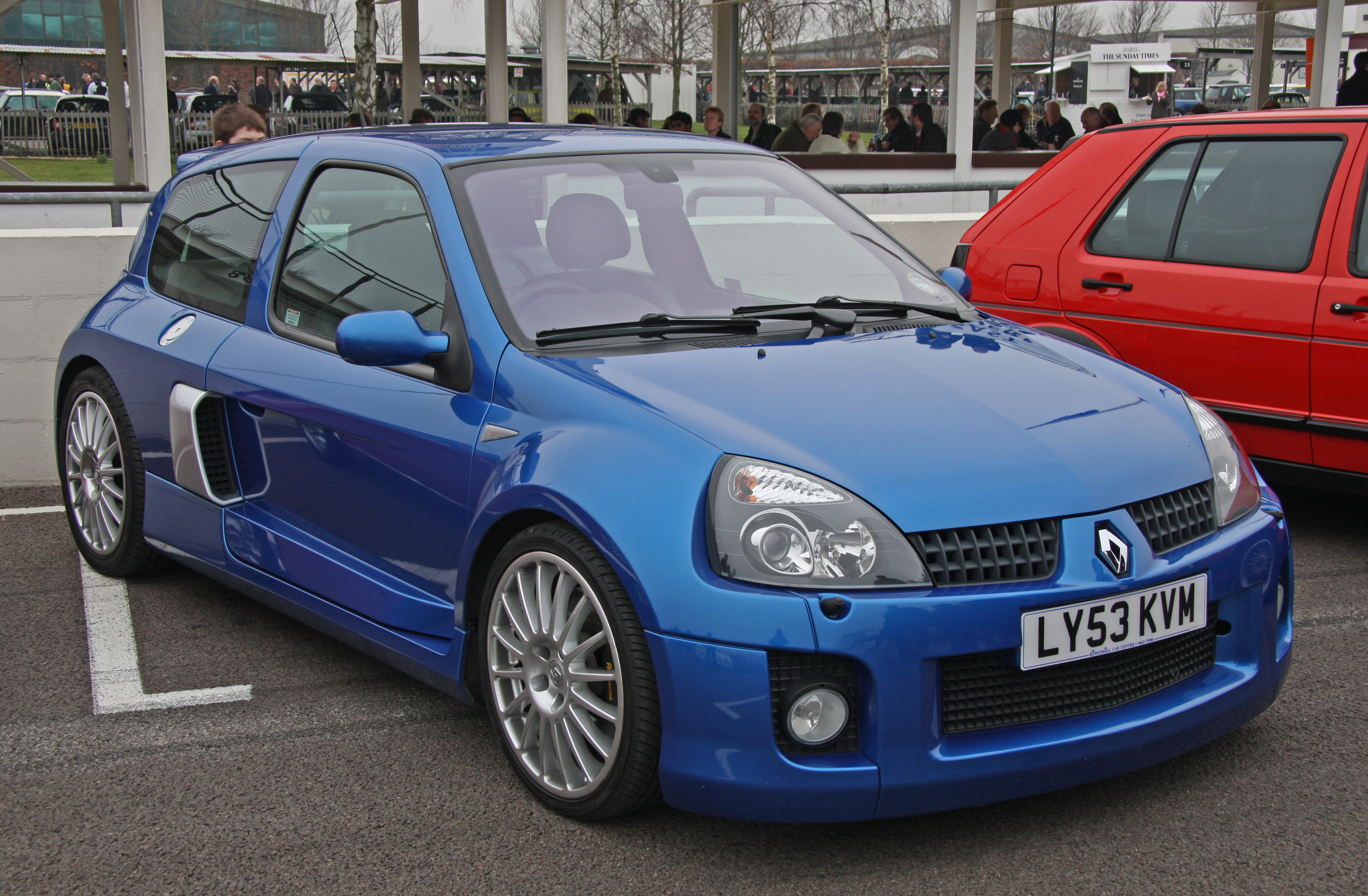
クリオV6
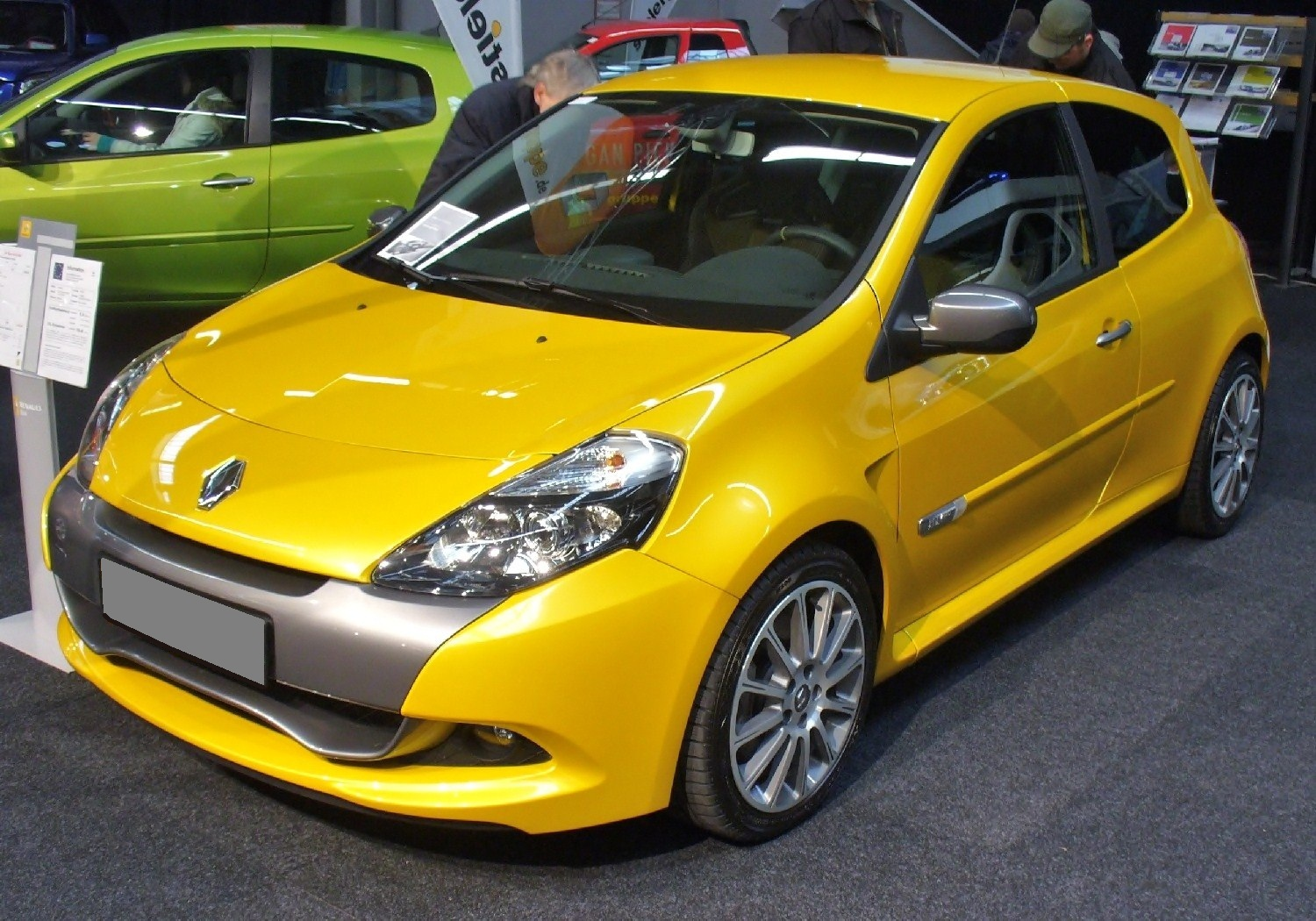
クリオRS
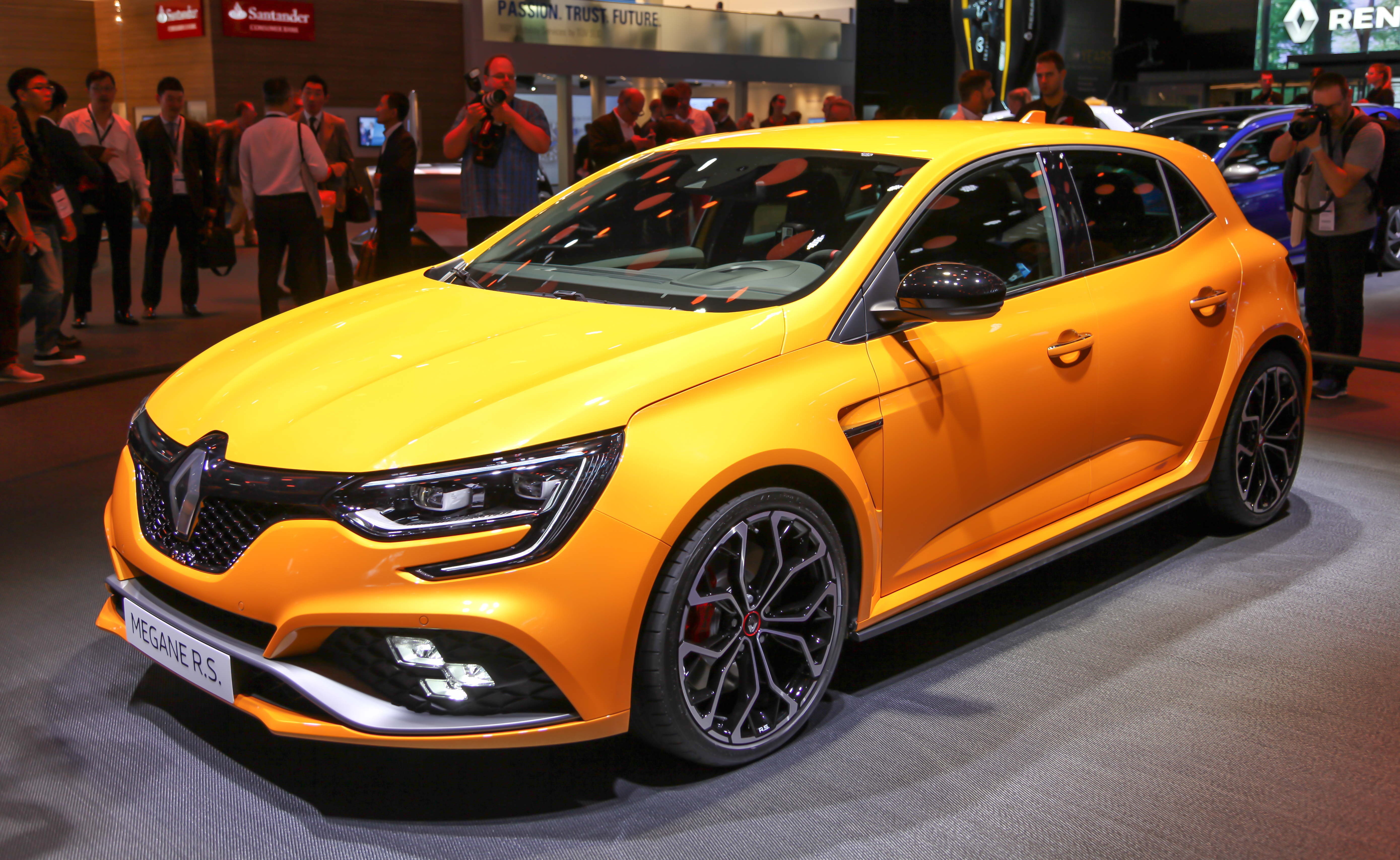
メガーヌRS

#### レーシングカー
- A442 / A443
- スパイダー・トロフィー
- クリオV6・トロフィー
- メガーヌV6・トロフィー
- クリオ・カップカー

- A442
- A443
- スパイダー・トロフィー
- メガーヌRS・トロフィー
- クリオ・カップカー

### ラリーカー
- ルノー・アルピーヌ・A110（グループ4）
- ルノー・アルピーヌ・A310（グループ4）
- ルノー5・ターボ（グループ4→B)

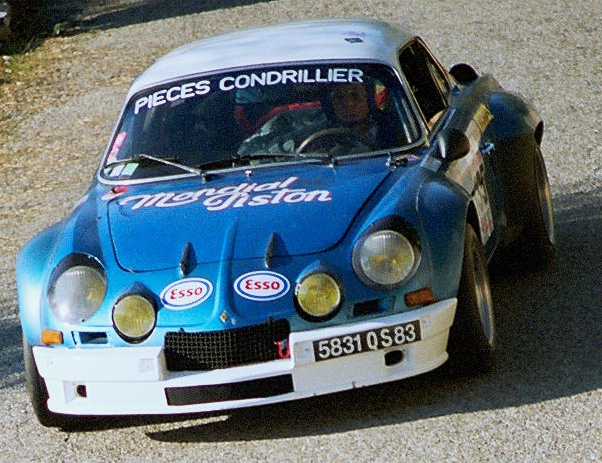
A110
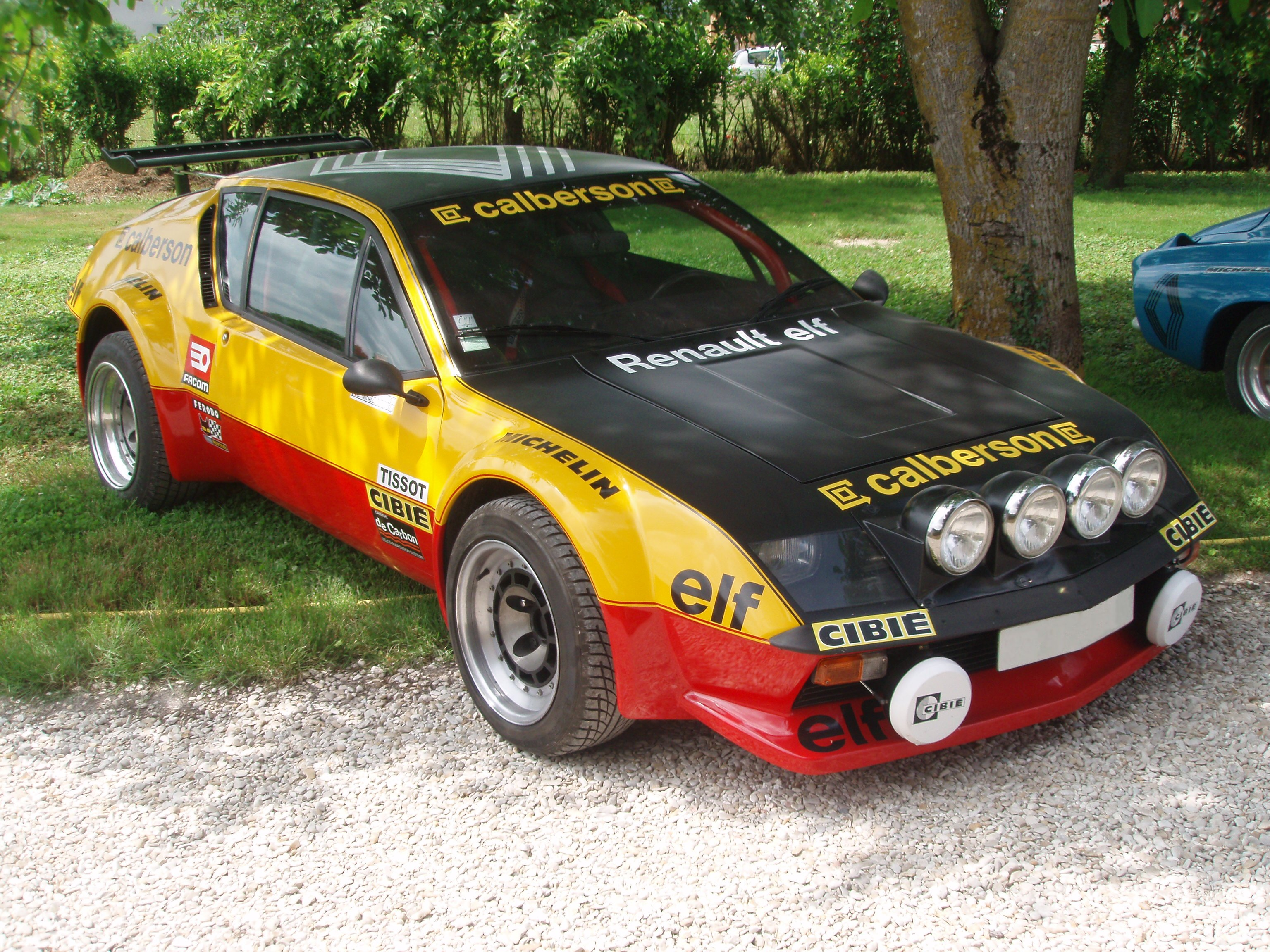
A310
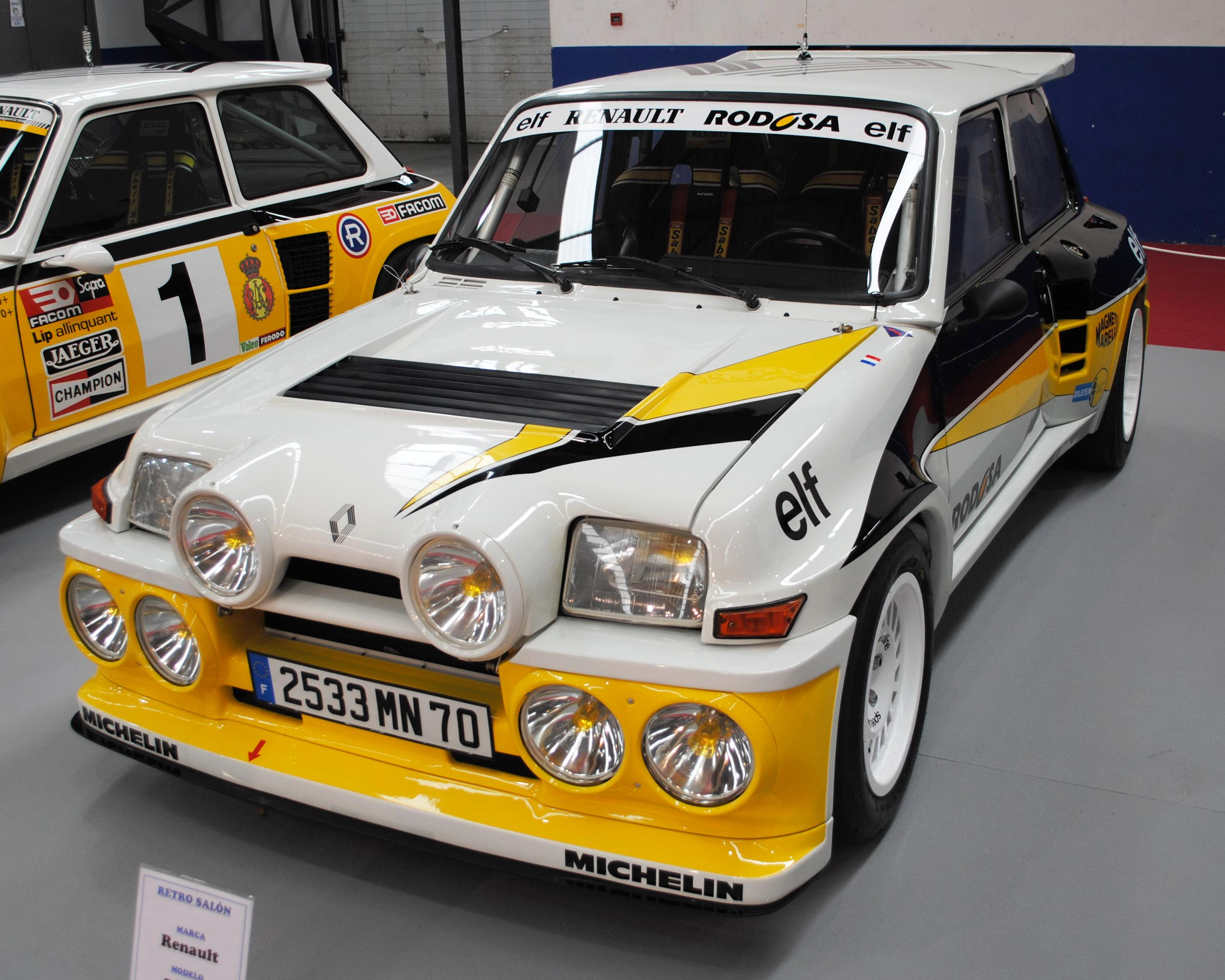
5ターボ